# Mistrovství Evropy v basketbalu žen 2015
35. mistrovství Evropy v basketbalu žen proběhlo ve dnech 11. – 28. června v Maďarsku a Rumunsku.
Turnaje se zúčastnilo 20 týmů, rozdělených do čtyř pětičlenných skupin. První tři družstva postoupila do dvou osmifinálových skupin z nichž nejlepší čtyři družstva se kvalifikovala do Play off. Titul mistra Evropy získal tým Srbska.

## Kvalifikace
| Pořadatelé - Maďarsko - Rumunsko | Mistrovství Evropy 2013 - Bělorusko - Česko - Francie - Srbsko - Španělsko - Turecko + pořadatel MS 2014 | Postup z kvalifikace - Černá Hora - Chorvatsko - Itálie - Litva - Lotyšsko - Polsko | - Rusko - Řecko - Slovensko - Švédsko - Ukrajina - Velká Británie |

## Pořádající města
| Budapešť                     | Debrecín        | Győr            | Szombathely     | Šoproň           | Oradea              | Temešvár                       |
| ---------------------------- | --------------- | --------------- | --------------- | ---------------- | ------------------- | ------------------------------ |
| Syma Sport and Events Centre | Főnix Hall      | Audi Aréna      | Arena Savaria   | MKB Aréna Sopron | Arena Antonio Alexe | Sala Polivalentă "Politehnica" |
| Kapacita: 5 500              | Kapacita: 5 500 | Kapacita: 5 000 | Kapacita: 4 000 | Kapacita: 2 500  | Kapacita: 2 500     | Kapacita: 3 000                |
|                              |                 |                 |                 |                  |                     |                                |

## Výsledky a tabulky

### Základní skupiny

#### Skupina A
|    |            | FRA   | MNG   | CZE   | UKR   | ROM   | V | P | Skóre   | B |
| 1. | Francie    | ***   | 79:67 | 85:75 | 79:55 | 76:67 | 4 | 0 | 319:264 | 8 |
| 2. | Černá Hora | 64:79 | ***   | 71:52 | 84:71 | 79:61 | 3 | 1 | 301:263 | 7 |
| 3. | Česko      | 75:85 | 52:71 | ***   | 80:79 | 82:71 | 2 | 2 | 289:306 | 6 |
| 4. | Ukrajina   | 55:79 | 71:84 | 79:80 | ***   | 78:71 | 1 | 3 | 283:314 | 5 |
| 5. | Rumunsko   | 67:76 | 61:79 | 71:82 | 71:78 | ***   | 0 | 4 | 270:315 | 4 |

| 11. června 2015 18:00 | Zpráva | Černá Hora                                      | 71 – 52 | Česko          |  | Sala Polivalentă "Politehnica" Temešvár Počet diváků: 300 Rozhodčí: Anne Panther (GER), Maj Kazuko Forsberg (DEN), Arturas Sukys (LTU) |
| 11. června 2015 18:00 | Zpráva | Skóre po čtvrtinách: 20:14, 14:13, 17:11, 20:14 |         |                |  | Sala Polivalentă "Politehnica" Temešvár Počet diváků: 300 Rozhodčí: Anne Panther (GER), Maj Kazuko Forsberg (DEN), Arturas Sukys (LTU) |
| 11. června 2015 18:00 | Zpráva | Robinsonová 13                                  | Body    | Stejskalová 16 |  | Sala Polivalentă "Politehnica" Temešvár Počet diváků: 300 Rozhodčí: Anne Panther (GER), Maj Kazuko Forsberg (DEN), Arturas Sukys (LTU) |
| 11. června 2015 18:00 | Zpráva | Robinsonová 13                                  | Dosk.   | Hanušová 6     |  | Sala Polivalentă "Politehnica" Temešvár Počet diváků: 300 Rozhodčí: Anne Panther (GER), Maj Kazuko Forsberg (DEN), Arturas Sukys (LTU) |
| 11. června 2015 18:00 | Zpráva | Škerovićová 6                                   | Asist.  | Bartoňová 5    |  | Sala Polivalentă "Politehnica" Temešvár Počet diváků: 300 Rozhodčí: Anne Panther (GER), Maj Kazuko Forsberg (DEN), Arturas Sukys (LTU) |

| 11. června 2015 20:30 | Zpráva | Ukrajina                                        | 55 – 79 | Francie     |  | Sala Polivalentă "Politehnica" Temešvár Počet diváků: 200 Rozhodčí: Erez Gurion (ISR), Asa Jernmová (SWE), Gellert Kapitany (HUN) |
| 11. června 2015 20:30 | Zpráva | Skóre po čtvrtinách: 21:20, 12:15, 12:24, 10:20 |         |             |  | Sala Polivalentă "Politehnica" Temešvár Počet diváků: 200 Rozhodčí: Erez Gurion (ISR), Asa Jernmová (SWE), Gellert Kapitany (HUN) |
| 11. června 2015 20:30 | Zpráva | Iagupovová 19                                   | Body    | Grudaová 18 |  | Sala Polivalentă "Politehnica" Temešvár Počet diváků: 200 Rozhodčí: Erez Gurion (ISR), Asa Jernmová (SWE), Gellert Kapitany (HUN) |
| 11. června 2015 20:30 | Zpráva | Chomenčuková 5                                  | Dosk.   | Grudaová 15 |  | Sala Polivalentă "Politehnica" Temešvár Počet diváků: 200 Rozhodčí: Erez Gurion (ISR), Asa Jernmová (SWE), Gellert Kapitany (HUN) |
| 11. června 2015 20:30 | Zpráva | Dubrovinová 4                                   | Asist.  | Dumercová 7 |  | Sala Polivalentă "Politehnica" Temešvár Počet diváků: 200 Rozhodčí: Erez Gurion (ISR), Asa Jernmová (SWE), Gellert Kapitany (HUN) |

| 12. června 2015 18:00 | Zpráva | Česko                                           | 80 – 79 | Ukrajina         |  | Sala Polivalentă "Politehnica" Temešvár Počet diváků: 350 Rozhodčí: Erez Gurion (ISR), Gellert Kapitany (HUN), Gavin Williams (WAL) |
| 12. června 2015 18:00 | Zpráva | Skóre po čtvrtinách: 31:17, 17:21, 14:17, 18:24 |         |                  |  | Sala Polivalentă "Politehnica" Temešvár Počet diváků: 350 Rozhodčí: Erez Gurion (ISR), Gellert Kapitany (HUN), Gavin Williams (WAL) |
| 12. června 2015 18:00 | Zpráva | Elhotová, Hanušová 23                           | Body    | Iagupovová 32    |  | Sala Polivalentă "Politehnica" Temešvár Počet diváků: 350 Rozhodčí: Erez Gurion (ISR), Gellert Kapitany (HUN), Gavin Williams (WAL) |
| 12. června 2015 18:00 | Zpráva | Veselá 9                                        | Dosk.   | Dorogobuzovová 9 |  | Sala Polivalentă "Politehnica" Temešvár Počet diváků: 350 Rozhodčí: Erez Gurion (ISR), Gellert Kapitany (HUN), Gavin Williams (WAL) |
| 12. června 2015 18:00 | Zpráva | Bortelová 10                                    | Asist.  | Dubrovinaová 5   |  | Sala Polivalentă "Politehnica" Temešvár Počet diváků: 350 Rozhodčí: Erez Gurion (ISR), Gellert Kapitany (HUN), Gavin Williams (WAL) |

| 12. června 2015 20:30 | Zpráva | Rumunsko                                       | 61 – 79 | Černá Hora       |  | Sala Polivalentă "Politehnica" Temešvár Počet diváků: 800 Rozhodčí: Anne Panther (GER), Maj Kazuko Forsberg (DEN), Arturas Sukys (LTU) |
| 12. června 2015 20:30 | Zpráva | Skóre po čtvrtinách: 18:26, 4:25, 18:15, 21:13 |         |                  |  | Sala Polivalentă "Politehnica" Temešvár Počet diváků: 800 Rozhodčí: Anne Panther (GER), Maj Kazuko Forsberg (DEN), Arturas Sukys (LTU) |
| 12. června 2015 20:30 | Zpráva | Mărgineanová 18                                | Body    | Dubljevićová 19  |  | Sala Polivalentă "Politehnica" Temešvár Počet diváků: 800 Rozhodčí: Anne Panther (GER), Maj Kazuko Forsberg (DEN), Arturas Sukys (LTU) |
| 12. června 2015 20:30 | Zpráva | Ursuová 7                                      | Dosk.   | Perovanovićová 9 |  | Sala Polivalentă "Politehnica" Temešvár Počet diváků: 800 Rozhodčí: Anne Panther (GER), Maj Kazuko Forsberg (DEN), Arturas Sukys (LTU) |
| 12. června 2015 20:30 | Zpráva | Mărgineanová 6                                 | Asist.  | Škerovićová 10   |  | Sala Polivalentă "Politehnica" Temešvár Počet diváků: 800 Rozhodčí: Anne Panther (GER), Maj Kazuko Forsberg (DEN), Arturas Sukys (LTU) |

| 13. června 2015 18:00 | Zpráva | Francie                                         | 85 – 75 | Česko              |  | Sala Polivalentă "Politehnica" Temešvár Počet diváků: 180 Rozhodčí: Anne Pantherová (GER), Erez Gurion (ISR), Gellért Kapitány (HUN) |
| 13. června 2015 18:00 | Zpráva | Skóre po čtvrtinách: 28:17, 16:28, 23:13, 18:17 |         |                    |  | Sala Polivalentă "Politehnica" Temešvár Počet diváků: 180 Rozhodčí: Anne Pantherová (GER), Erez Gurion (ISR), Gellért Kapitány (HUN) |
| 13. června 2015 18:00 | Zpráva | Grudaová 26                                     | Body    | Elhotová 20        |  | Sala Polivalentă "Politehnica" Temešvár Počet diváků: 180 Rozhodčí: Anne Pantherová (GER), Erez Gurion (ISR), Gellért Kapitány (HUN) |
| 13. června 2015 18:00 | Zpráva | Tchatchouangová 7                               | Dosk.   | Hanušová, Veselá 5 |  | Sala Polivalentă "Politehnica" Temešvár Počet diváků: 180 Rozhodčí: Anne Pantherová (GER), Erez Gurion (ISR), Gellért Kapitány (HUN) |
| 13. června 2015 18:00 | Zpráva | Dumercová 7                                     | Asist.  | Bortelová 8        |  | Sala Polivalentă "Politehnica" Temešvár Počet diváků: 180 Rozhodčí: Anne Pantherová (GER), Erez Gurion (ISR), Gellért Kapitány (HUN) |

| 13. června 2015 20:30 | Zpráva | Ukrajina                                        | 78 – 71 | Rumunsko    |  | Sala Polivalentă "Politehnica" Temešvár Počet diváků: 500 Rozhodčí: Maj Forsberg (DEN), Asa Jernmo (SWE), Gavin Williams (WAL) |
| 13. června 2015 20:30 | Zpráva | Skóre po čtvrtinách: 19:24, 13:12, 25:20, 21:15 |         |             |  | Sala Polivalentă "Politehnica" Temešvár Počet diváků: 500 Rozhodčí: Maj Forsberg (DEN), Asa Jernmo (SWE), Gavin Williams (WAL) |
| 13. června 2015 20:30 | Zpráva | Iagupovová 33                                   | Body    | Popová 14   |  | Sala Polivalentă "Politehnica" Temešvár Počet diváků: 500 Rozhodčí: Maj Forsberg (DEN), Asa Jernmo (SWE), Gavin Williams (WAL) |
| 13. června 2015 20:30 | Zpráva | Iagupovová 7                                    | Dosk.   | Pavelová 10 |  | Sala Polivalentă "Politehnica" Temešvár Počet diváků: 500 Rozhodčí: Maj Forsberg (DEN), Asa Jernmo (SWE), Gavin Williams (WAL) |
| 13. června 2015 20:30 | Zpráva | Sambursková 4                                   | Asist.  | Părăuová 9  |  | Sala Polivalentă "Politehnica" Temešvár Počet diváků: 500 Rozhodčí: Maj Forsberg (DEN), Asa Jernmo (SWE), Gavin Williams (WAL) |

| 14. června 2015 18:00 | Zpráva | Černá Hora                                     | 84 – 71 | Ukrajina              |  | Sala Polivalentă "Politehnica" Temešvár Počet diváků: 350 Rozhodčí: Artūras Šukys (LTU), Maj Forsberg (DEN), Gellért Kapitány (HUN) |
| 14. června 2015 18:00 | Zpráva | Skóre po čtvrtinách: 25:21, 24:14, 18:27, 17:9 |         |                       |  | Sala Polivalentă "Politehnica" Temešvár Počet diváků: 350 Rozhodčí: Artūras Šukys (LTU), Maj Forsberg (DEN), Gellért Kapitány (HUN) |
| 14. června 2015 18:00 | Zpráva | Robinson 18                                    | Body    | Iagupova 33           |  | Sala Polivalentă "Politehnica" Temešvár Počet diváků: 350 Rozhodčí: Artūras Šukys (LTU), Maj Forsberg (DEN), Gellért Kapitány (HUN) |
| 14. června 2015 18:00 | Zpráva | Robinson 8                                     | Dosk.   | Iagupova 7            |  | Sala Polivalentă "Politehnica" Temešvár Počet diváků: 350 Rozhodčí: Artūras Šukys (LTU), Maj Forsberg (DEN), Gellért Kapitány (HUN) |
| 14. června 2015 18:00 | Zpráva | Škerović 13                                    | Asist.  | Iagupova, Samburska 4 |  | Sala Polivalentă "Politehnica" Temešvár Počet diváků: 350 Rozhodčí: Artūras Šukys (LTU), Maj Forsberg (DEN), Gellért Kapitány (HUN) |

| 14. června 2015 20:30 | Zpráva | Rumunsko                                       | 67 – 76 | Francie     |  | Sala Polivalentă "Politehnica" Temešvár Počet diváků: 800 Rozhodčí: Erez Gurion (ISR), Asa Jernmo (SWE), Gavin Williams (WAL) |
| 14. června 2015 20:30 | Zpráva | Skóre po čtvrtinách: 18:20, 22:17, 20:17, 7:22 |         |             |  | Sala Polivalentă "Politehnica" Temešvár Počet diváků: 800 Rozhodčí: Erez Gurion (ISR), Asa Jernmo (SWE), Gavin Williams (WAL) |
| 14. června 2015 20:30 | Zpráva | Pop, Stoenescu 14                              | Body    | Salagnac 17 |  | Sala Polivalentă "Politehnica" Temešvár Počet diváků: 800 Rozhodčí: Erez Gurion (ISR), Asa Jernmo (SWE), Gavin Williams (WAL) |
| 14. června 2015 20:30 | Zpráva | Pavel 8                                        | Dosk.   | Grudaová 9  |  | Sala Polivalentă "Politehnica" Temešvár Počet diváků: 800 Rozhodčí: Erez Gurion (ISR), Asa Jernmo (SWE), Gavin Williams (WAL) |
| 14. června 2015 20:30 | Zpráva | Părău 5                                        | Asist.  | Dumercová 8 |  | Sala Polivalentă "Politehnica" Temešvár Počet diváků: 800 Rozhodčí: Erez Gurion (ISR), Asa Jernmo (SWE), Gavin Williams (WAL) |

| 15. června 2015 18:00 | Zpráva | Francie                                         | 79 – 67 | Černá Hora     |  | Sala Polivalentă "Politehnica" Temešvár Počet diváků: 500 Rozhodčí: Erez Gurion (ISR), Maj Forsberg (DEN), Gavin Williams (WAL) |
| 15. června 2015 18:00 | Zpráva | Skóre po čtvrtinách: 26:16, 21:20, 20:13, 12:18 |         |                |  | Sala Polivalentă "Politehnica" Temešvár Počet diváků: 500 Rozhodčí: Erez Gurion (ISR), Maj Forsberg (DEN), Gavin Williams (WAL) |
| 15. června 2015 18:00 | Zpráva | Grudaová 25                                     | Body    | Perovanović 18 |  | Sala Polivalentă "Politehnica" Temešvár Počet diváků: 500 Rozhodčí: Erez Gurion (ISR), Maj Forsberg (DEN), Gavin Williams (WAL) |
| 15. června 2015 18:00 | Zpráva | Grudaová 8                                      | Dosk.   | Perovanović 6  |  | Sala Polivalentă "Politehnica" Temešvár Počet diváků: 500 Rozhodčí: Erez Gurion (ISR), Maj Forsberg (DEN), Gavin Williams (WAL) |
| 15. června 2015 18:00 | Zpráva | Dumercová 7                                     | Asist.  | Škerović 5     |  | Sala Polivalentă "Politehnica" Temešvár Počet diváků: 500 Rozhodčí: Erez Gurion (ISR), Maj Forsberg (DEN), Gavin Williams (WAL) |

| 15. června 2015 20:30 | Zpráva | Česko                                           | 82 – 71 | Rumunsko     |  | Sala Polivalentă "Politehnica" Temešvár Počet diváků: 800 Rozhodčí: Anne Pantherová (GER), Gellért Kapitány (HUN), Artūras Šukys (LTU) |
| 15. června 2015 20:30 | Zpráva | Skóre po čtvrtinách: 20:18, 19:17, 24:18, 19:18 |         |              |  | Sala Polivalentă "Politehnica" Temešvár Počet diváků: 800 Rozhodčí: Anne Pantherová (GER), Gellért Kapitány (HUN), Artūras Šukys (LTU) |
| 15. června 2015 20:30 | Zpráva | Hanušová 24                                     | Body    | Mărginean 22 |  | Sala Polivalentă "Politehnica" Temešvár Počet diváků: 800 Rozhodčí: Anne Pantherová (GER), Gellért Kapitány (HUN), Artūras Šukys (LTU) |
| 15. června 2015 20:30 | Zpráva | Hanušová, Veselá 6                              | Dosk.   | Mărginean 5  |  | Sala Polivalentă "Politehnica" Temešvár Počet diváků: 800 Rozhodčí: Anne Pantherová (GER), Gellért Kapitány (HUN), Artūras Šukys (LTU) |
| 15. června 2015 20:30 | Zpráva | Bortelová 7                                     | Asist.  | Părău 9      |  | Sala Polivalentă "Politehnica" Temešvár Počet diváků: 800 Rozhodčí: Anne Pantherová (GER), Gellért Kapitány (HUN), Artūras Šukys (LTU) |

#### Skupina B
|    |           | BLR    | TUR   | GRE   | ITA    | POL   | V | P | Skóre   | B |
| 1. | Bělorusko | ***    | 67:52 | 82:57 | 85:76p | 65:49 | 4 | 0 | 299:234 | 8 |
| 2. | Turecko   | 52:67  | ***   | 61:50 | 50:44  | 57:54 | 3 | 1 | 220:215 | 7 |
| 3. | Řecko     | 57:82  | 50:61 | ***   | 51:46  | 59:50 | 2 | 2 | 217:239 | 6 |
| 4. | Itálie    | 76:85p | 44:50 | 46:51 | ***    | 66:55 | 1 | 3 | 232:241 | 5 |
| 5. | Polsko    | 49:65  | 54:57 | 50:59 | 55:66  | ***   | 0 | 4 | 208:248 | 4 |

| 11. června 2015 18:00 | Zpráva | Polsko                                         | 54 – 57 | Turecko       |  | Arena Antonio Alexe Oradea Počet diváků: 100 Rozhodčí: Carlos Peruga (ESP), Semen Ovinov (RUS), Jelena Tomićová (CRO) |
| 11. června 2015 18:00 | Zpráva | Skóre po čtvrtinách: 17:11, 16:15, 9:17, 12:14 |         |               |  | Arena Antonio Alexe Oradea Počet diváků: 100 Rozhodčí: Carlos Peruga (ESP), Semen Ovinov (RUS), Jelena Tomićová (CRO) |
| 11. června 2015 18:00 | Zpráva | Kobrynová 24                                   | Body    | Pringleová 16 |  | Arena Antonio Alexe Oradea Počet diváků: 100 Rozhodčí: Carlos Peruga (ESP), Semen Ovinov (RUS), Jelena Tomićová (CRO) |
| 11. června 2015 18:00 | Zpráva | Kobrynová 7                                    | Dosk.   | Pringleová 7  |  | Arena Antonio Alexe Oradea Počet diváků: 100 Rozhodčí: Carlos Peruga (ESP), Semen Ovinov (RUS), Jelena Tomićová (CRO) |
| 11. června 2015 18:00 | Zpráva | McBrideová, Żurowská 3                         | Asist.  | Vardarlıová 8 |  | Arena Antonio Alexe Oradea Počet diváků: 100 Rozhodčí: Carlos Peruga (ESP), Semen Ovinov (RUS), Jelena Tomićová (CRO) |

| 11. června 2015 20:30 | Zpráva | Itálie                                                        | 76 – 85 | Bělorusko       | prodl. | Arena Antonio Alexe Oradea Počet diváků: 150 Rozhodčí: Jasmina Jurasová (SRB), Andris Aunkrogers (LAT), Ilias Kounelles (CYP) |
| 11. června 2015 20:30 | Zpráva | Skóre po čtvrtinách: 14:14, 18:19, 16:20, 25:20, Prodl.: 3:12 |         |                 | prodl. | Arena Antonio Alexe Oradea Počet diváků: 150 Rozhodčí: Jasmina Jurasová (SRB), Andris Aunkrogers (LAT), Ilias Kounelles (CYP) |
| 11. června 2015 20:30 | Zpráva | Sottanaová 19                                                 | Body    | Leuchanková 25  | prodl. | Arena Antonio Alexe Oradea Počet diváků: 150 Rozhodčí: Jasmina Jurasová (SRB), Andris Aunkrogers (LAT), Ilias Kounelles (CYP) |
| 11. června 2015 20:30 | Zpráva | Ressová 8                                                     | Dosk.   | Leuchanková 14  | prodl. | Arena Antonio Alexe Oradea Počet diváků: 150 Rozhodčí: Jasmina Jurasová (SRB), Andris Aunkrogers (LAT), Ilias Kounelles (CYP) |
| 11. června 2015 20:30 | Zpráva | 5 hráček 2                                                    | Asist.  | Veramejenková 6 | prodl. | Arena Antonio Alexe Oradea Počet diváků: 150 Rozhodčí: Jasmina Jurasová (SRB), Andris Aunkrogers (LAT), Ilias Kounelles (CYP) |

| 12. června 2015 18:00 | Zpráva | Řecko                                       | 51 – 46 | Itálie     |  | Arena Antonio Alexe Oradea Počet diváků: 150 Rozhodčí: Semen Ovinov (RUS), Carlos Peruga (ESP), Marek Kukelčík (SVK) |
| 12. června 2015 18:00 | Zpráva | Skóre po čtvrtinách: 9:18, 16:4, 6:15, 20:9 |         |            |  | Arena Antonio Alexe Oradea Počet diváků: 150 Rozhodčí: Semen Ovinov (RUS), Carlos Peruga (ESP), Marek Kukelčík (SVK) |
| 12. června 2015 18:00 | Zpráva | Sotiriouová 13                              | Body    | Ressová 13 |  | Arena Antonio Alexe Oradea Počet diváků: 150 Rozhodčí: Semen Ovinov (RUS), Carlos Peruga (ESP), Marek Kukelčík (SVK) |
| 12. června 2015 18:00 | Zpráva | Spanouová 10                                | Dosk.   | Ressová 11 |  | Arena Antonio Alexe Oradea Počet diváků: 150 Rozhodčí: Semen Ovinov (RUS), Carlos Peruga (ESP), Marek Kukelčík (SVK) |
| 12. června 2015 18:00 | Zpráva | Lymouraová 5                                | Asist.  | Ressová 3  |  | Arena Antonio Alexe Oradea Počet diváků: 150 Rozhodčí: Semen Ovinov (RUS), Carlos Peruga (ESP), Marek Kukelčík (SVK) |

| 12. června 2015 20:30 | Zpráva | Bělorusko                                      | 65 – 49 | Polsko              |  | Arena Antonio Alexe Oradea Počet diváků: 150 Rozhodčí: Andris Aunkrogers (LAT), Jasmina Jurasová (SRB), Ilias Kounelles (CYP) |
| 12. června 2015 20:30 | Zpráva | Skóre po čtvrtinách: 23:18, 11:6, 21:12, 10:13 |         |                     |  | Arena Antonio Alexe Oradea Počet diváků: 150 Rozhodčí: Andris Aunkrogers (LAT), Jasmina Jurasová (SRB), Ilias Kounelles (CYP) |
| 12. června 2015 20:30 | Zpráva | Snicinová 13                                   | Body    | Żurowská 13         |  | Arena Antonio Alexe Oradea Počet diváků: 150 Rozhodčí: Andris Aunkrogers (LAT), Jasmina Jurasová (SRB), Ilias Kounelles (CYP) |
| 12. června 2015 20:30 | Zpráva | Leuchanková 15                                 | Dosk.   | Krezelová, Kocová 6 |  | Arena Antonio Alexe Oradea Počet diváků: 150 Rozhodčí: Andris Aunkrogers (LAT), Jasmina Jurasová (SRB), Ilias Kounelles (CYP) |
| 12. června 2015 20:30 | Zpráva | Troinaová 7                                    | Asist.  | Owczarzaková 4      |  | Arena Antonio Alexe Oradea Počet diváků: 150 Rozhodčí: Andris Aunkrogers (LAT), Jasmina Jurasová (SRB), Ilias Kounelles (CYP) |

| 13. června 2015 18:00 | Zpráva | Polsko                                        | 50 – 59 | Řecko           |  | Arena Antonio Alexe Oradea Počet diváků: 150 Rozhodčí: Jasmina Jurasová (SRB), Andris Aunkrogers (LAT), Jelena Tomićová (CRO) |
| 13. června 2015 18:00 | Zpráva | Skóre po čtvrtinách: 25:15, 4:11, 9:20, 12:13 |         |                 |  | Arena Antonio Alexe Oradea Počet diváků: 150 Rozhodčí: Jasmina Jurasová (SRB), Andris Aunkrogers (LAT), Jelena Tomićová (CRO) |
| 13. června 2015 18:00 | Zpráva | Kobrynová 11                                  | Body    | Kaltsidouová 13 |  | Arena Antonio Alexe Oradea Počet diváků: 150 Rozhodčí: Jasmina Jurasová (SRB), Andris Aunkrogers (LAT), Jelena Tomićová (CRO) |
| 13. června 2015 18:00 | Zpráva | Żurowská 7                                    | Dosk.   | Spanouová 10    |  | Arena Antonio Alexe Oradea Počet diváků: 150 Rozhodčí: Jasmina Jurasová (SRB), Andris Aunkrogers (LAT), Jelena Tomićová (CRO) |
| 13. června 2015 18:00 | Zpráva | McBrideová 6                                  | Asist.  | Lymourová 4     |  | Arena Antonio Alexe Oradea Počet diváků: 150 Rozhodčí: Jasmina Jurasová (SRB), Andris Aunkrogers (LAT), Jelena Tomićová (CRO) |

| 13. června 2015 20:30 | Zpráva | Turecko                                        | 52 – 67 | Bělorusko      |  | Arena Antonio Alexe Oradea Počet diváků: 150 Rozhodčí: Carlos Peruga (ESP), Semen Ovinov (RUS), Marek Kúkelčík (SVK) |
| 13. června 2015 20:30 | Zpráva | Skóre po čtvrtinách: 13:15, 8:11, 17:25, 14:16 |         |                |  | Arena Antonio Alexe Oradea Počet diváků: 150 Rozhodčí: Carlos Peruga (ESP), Semen Ovinov (RUS), Marek Kúkelčík (SVK) |
| 13. června 2015 20:30 | Zpráva | Yılmazová 12                                   | Body    | Leuchanková 15 |  | Arena Antonio Alexe Oradea Počet diváků: 150 Rozhodčí: Carlos Peruga (ESP), Semen Ovinov (RUS), Marek Kúkelčík (SVK) |
| 13. června 2015 20:30 | Zpráva | Yılmazová 7                                    | Dosk.   | Leuchanková 10 |  | Arena Antonio Alexe Oradea Počet diváků: 150 Rozhodčí: Carlos Peruga (ESP), Semen Ovinov (RUS), Marek Kúkelčík (SVK) |
| 13. června 2015 20:30 | Zpráva | Vardarlıová 5                                  | Asist.  | Hardingová 6   |  | Arena Antonio Alexe Oradea Počet diváků: 150 Rozhodčí: Carlos Peruga (ESP), Semen Ovinov (RUS), Marek Kúkelčík (SVK) |

| 14. června 2015 18:00 | Zpráva | Itálie                                        | 66 – 55 | Polsko        |  | Arena Antonio Alexe Oradea Počet diváků: 150 Rozhodčí: Semen Ovinov (RUS), Marek Kúkelčík (SVK), Ilias Kounelles (CYP) |
| 14. června 2015 18:00 | Zpráva | Skóre po čtvrtinách: 17:22, 18:9, 16:20, 15:4 |         |               |  | Arena Antonio Alexe Oradea Počet diváků: 150 Rozhodčí: Semen Ovinov (RUS), Marek Kúkelčík (SVK), Ilias Kounelles (CYP) |
| 14. června 2015 18:00 | Zpráva | Sottana 17                                    | Body    | Kobryn 17     |  | Arena Antonio Alexe Oradea Počet diváků: 150 Rozhodčí: Semen Ovinov (RUS), Marek Kúkelčík (SVK), Ilias Kounelles (CYP) |
| 14. června 2015 18:00 | Zpráva | Ress 9                                        | Dosk.   | Koc, Kobryn 8 |  | Arena Antonio Alexe Oradea Počet diváků: 150 Rozhodčí: Semen Ovinov (RUS), Marek Kúkelčík (SVK), Ilias Kounelles (CYP) |
| 14. června 2015 18:00 | Zpráva | Sottana 5                                     | Asist.  | McBride 4     |  | Arena Antonio Alexe Oradea Počet diváků: 150 Rozhodčí: Semen Ovinov (RUS), Marek Kúkelčík (SVK), Ilias Kounelles (CYP) |

| 14. června 2015 20:30 | Zpráva | Řecko                                          | 50 – 61 | Turecko    |  | Arena Antonio Alexe Oradea Počet diváků: 150 Rozhodčí: Andris Aunkrogers (LAT), Jasmina Jurasová (SRB), Jelena Tomić (CRO) |
| 14. června 2015 20:30 | Zpráva | Skóre po čtvrtinách: 13:14, 17:11, 6:16, 14:20 |         |            |  | Arena Antonio Alexe Oradea Počet diváků: 150 Rozhodčí: Andris Aunkrogers (LAT), Jasmina Jurasová (SRB), Jelena Tomić (CRO) |
| 14. června 2015 20:30 | Zpráva | Dimitrakou, Kaltsidou 12                       | Body    | Pringle 18 |  | Arena Antonio Alexe Oradea Počet diváků: 150 Rozhodčí: Andris Aunkrogers (LAT), Jasmina Jurasová (SRB), Jelena Tomić (CRO) |
| 14. června 2015 20:30 | Zpráva | Kaltsidou 10                                   | Dosk.   | Pringle 12 |  | Arena Antonio Alexe Oradea Počet diváků: 150 Rozhodčí: Andris Aunkrogers (LAT), Jasmina Jurasová (SRB), Jelena Tomić (CRO) |
| 14. června 2015 20:30 | Zpráva | Lymoura 4                                      | Asist.  | Vardarlı 5 |  | Arena Antonio Alexe Oradea Počet diváků: 150 Rozhodčí: Andris Aunkrogers (LAT), Jasmina Jurasová (SRB), Jelena Tomić (CRO) |

| 15. června 2015 18:00 | zpráva | Bělorusko                                      | 82 – 57 | Řecko                        |  | Arena Antonio Alexe Oradea Počet diváků: 150 Rozhodčí: Carlos Peruga (ESP), Semen Ovinov (RUS), Ilias Kounelles (CYP) |
| 15. června 2015 18:00 | zpráva | Skóre po čtvrtinách: 17:16, 24:7, 25:12, 16:22 |         |                              |  | Arena Antonio Alexe Oradea Počet diváků: 150 Rozhodčí: Carlos Peruga (ESP), Semen Ovinov (RUS), Ilias Kounelles (CYP) |
| 15. června 2015 18:00 | zpráva | Papova 20                                      | Body    | Dimitrakou 14                |  | Arena Antonio Alexe Oradea Počet diváků: 150 Rozhodčí: Carlos Peruga (ESP), Semen Ovinov (RUS), Ilias Kounelles (CYP) |
| 15. června 2015 18:00 | zpráva | Leuchanka 11                                   | Dosk.   | Dimitrakou, Chatzinikolaou 4 |  | Arena Antonio Alexe Oradea Počet diváků: 150 Rozhodčí: Carlos Peruga (ESP), Semen Ovinov (RUS), Ilias Kounelles (CYP) |
| 15. června 2015 18:00 | zpráva | Verameyenka 6                                  | Asist.  | Spanou 4                     |  | Arena Antonio Alexe Oradea Počet diváků: 150 Rozhodčí: Carlos Peruga (ESP), Semen Ovinov (RUS), Ilias Kounelles (CYP) |

| 15. června 2015 20:30 | Zpráva | Turecko                                       | 50 – 44 | Itálie       |  | Arena Antonio Alexe Oradea Počet diváků: 150 Rozhodčí: Jasmina Jurasová (SRB), Andris Aunkrogers (LAT), Jelena Tomićová (CRO) |
| 15. června 2015 20:30 | Zpráva | Skóre po čtvrtinách: 18:14, 13:5, 13:14, 6:11 |         |              |  | Arena Antonio Alexe Oradea Počet diváků: 150 Rozhodčí: Jasmina Jurasová (SRB), Andris Aunkrogers (LAT), Jelena Tomićová (CRO) |
| 15. června 2015 20:30 | Zpráva | Yılmaz 12                                     | Body    | Masciadri 13 |  | Arena Antonio Alexe Oradea Počet diváků: 150 Rozhodčí: Jasmina Jurasová (SRB), Andris Aunkrogers (LAT), Jelena Tomićová (CRO) |
| 15. června 2015 20:30 | Zpráva | Sanders 12                                    | Dosk.   | Ress 9       |  | Arena Antonio Alexe Oradea Počet diváků: 150 Rozhodčí: Jasmina Jurasová (SRB), Andris Aunkrogers (LAT), Jelena Tomićová (CRO) |
| 15. června 2015 20:30 | Zpráva | Alben 7                                       | Asist.  | Sottana 3    |  | Arena Antonio Alexe Oradea Počet diváků: 150 Rozhodčí: Jasmina Jurasová (SRB), Andris Aunkrogers (LAT), Jelena Tomićová (CRO) |

#### Skupina C
|    |                | RUS   | SER   | CRO   | LAT   | GBR   | V | P | Skóre   | B |
| 1. | Rusko          | ***   | 77:53 | 83:62 | 62:69 | 71:40 | 3 | 1 | 293:223 | 7 |
| 2. | Srbsko         | 53:77 | ***   | 89:72 | 76:60 | 76:54 | 3 | 1 | 294:263 | 7 |
| 3. | Chorvatsko     | 62:83 | 72:89 | ***   | 67:63 | 70:76 | 2 | 2 | 277:305 | 6 |
| 4. | Lotyšsko       | 69:62 | 60:76 | 63:67 | ***   | 67:58 | 2 | 2 | 258:263 | 6 |
| 5. | Velká Británie | 40:71 | 54:76 | 76:70 | 58:67 | ***   | 0 | 4 | 222:290 | 4 |

| 11. června 2015 16:30 | Zpráva | Lotyšsko                                        | 60 – 76 | Srbsko                   |  | Arena Savaria Szombathely Počet diváků: 200 Rozhodčí: Fabiana Martinescuová (ROU), Janusz Calik (POL), Özlem Yalman (TUR) |
| 11. června 2015 16:30 | Zpráva | Skóre po čtvrtinách: 19:21, 18:18, 11:19, 12:18 |         |                          |  | Arena Savaria Szombathely Počet diváků: 200 Rozhodčí: Fabiana Martinescuová (ROU), Janusz Calik (POL), Özlem Yalman (TUR) |
| 11. června 2015 16:30 | Zpráva | Jēkabsoneová-Žogotaová 11                       | Body    | Petrovićová 19           |  | Arena Savaria Szombathely Počet diváků: 200 Rozhodčí: Fabiana Martinescuová (ROU), Janusz Calik (POL), Özlem Yalman (TUR) |
| 11. června 2015 16:30 | Zpráva | Vitola 16                                       | Dosk.   | Butulijová, Radočajová 6 |  | Arena Savaria Szombathely Počet diváků: 200 Rozhodčí: Fabiana Martinescuová (ROU), Janusz Calik (POL), Özlem Yalman (TUR) |
| 11. června 2015 16:30 | Zpráva | Bašková-Melnbārdeová 5                          | Asist.  | M. Dabovićová 5          |  | Arena Savaria Szombathely Počet diváků: 200 Rozhodčí: Fabiana Martinescuová (ROU), Janusz Calik (POL), Özlem Yalman (TUR) |

| 11. června 2015 19:00 | Zpráva | Rusko                                          | 83 – 62 | Chorvatsko     |  | Arena Savaria Szombathely Počet diváků: 200 Rozhodčí: Manuel Mazzoni (ITA), Ilona Kučerová (CZE), Mila Cavaraová (BIH) |
| 11. června 2015 19:00 | Zpráva | Skóre po čtvrtinách: 22:13, 20:19, 23:7, 18:23 |         |                |  | Arena Savaria Szombathely Počet diváků: 200 Rozhodčí: Manuel Mazzoni (ITA), Ilona Kučerová (CZE), Mila Cavaraová (BIH) |
| 11. června 2015 19:00 | Zpráva | Princeová 16                                   | Body    | Ciglar 17      |  | Arena Savaria Szombathely Počet diváků: 200 Rozhodčí: Manuel Mazzoni (ITA), Ilona Kučerová (CZE), Mila Cavaraová (BIH) |
| 11. června 2015 19:00 | Zpráva | Osipovaová 10                                  | Dosk.   | Ivankovićová 8 |  | Arena Savaria Szombathely Počet diváků: 200 Rozhodčí: Manuel Mazzoni (ITA), Ilona Kučerová (CZE), Mila Cavaraová (BIH) |
| 11. června 2015 19:00 | Zpráva | Osipovová 6                                    | Asist.  | Mazićová 4     |  | Arena Savaria Szombathely Počet diváků: 200 Rozhodčí: Manuel Mazzoni (ITA), Ilona Kučerová (CZE), Mila Cavaraová (BIH) |

| 12. června 2015 16:30 | Zpráva | Chorvatsko                                      | 67 – 63 | Lotyšsko                 |  | Arena Savaria Szombathely Počet diváků: 110 Rozhodčí: Janusz Calik (POL), Manuel Mazzoni (ITA), Sonia Teixeiraová (POR) |
| 12. června 2015 16:30 | Zpráva | Skóre po čtvrtinách: 20:19, 16:10, 12:14, 19:20 |         |                          |  | Arena Savaria Szombathely Počet diváků: 110 Rozhodčí: Janusz Calik (POL), Manuel Mazzoni (ITA), Sonia Teixeiraová (POR) |
| 12. června 2015 16:30 | Zpráva | Sliškovićová 15                                 | Body    | Šteinbergová 24          |  | Arena Savaria Szombathely Počet diváků: 110 Rozhodčí: Janusz Calik (POL), Manuel Mazzoni (ITA), Sonia Teixeiraová (POR) |
| 12. června 2015 16:30 | Zpráva | Ivankovićová 10                                 | Dosk.   | Šteinbergová 8           |  | Arena Savaria Szombathely Počet diváků: 110 Rozhodčí: Janusz Calik (POL), Manuel Mazzoni (ITA), Sonia Teixeiraová (POR) |
| 12. června 2015 16:30 | Zpráva | Miloglaová 3                                    | Asist.  | Eglīteová, Jēkabsonová 4 |  | Arena Savaria Szombathely Počet diváků: 110 Rozhodčí: Janusz Calik (POL), Manuel Mazzoni (ITA), Sonia Teixeiraová (POR) |

| 12. června 2015 19:00 | Zpráva | Velká Británie                                | 40 – 71 | Rusko        |  | Arena Savaria Szombathely Počet diváků: 110 Rozhodčí: Ilona Kučerová (CZE), Fabiana Martinescuová (ROU), Özlem Yalman (TUR) |
| 12. června 2015 19:00 | Zpráva | Skóre po čtvrtinách: 13:25, 9:13, 12:13, 6:20 |         |              |  | Arena Savaria Szombathely Počet diváků: 110 Rozhodčí: Ilona Kučerová (CZE), Fabiana Martinescuová (ROU), Özlem Yalman (TUR) |
| 12. června 2015 19:00 | Zpráva | Stewartová 10                                 | Body    | Vadeevová 13 |  | Arena Savaria Szombathely Počet diváků: 110 Rozhodčí: Ilona Kučerová (CZE), Fabiana Martinescuová (ROU), Özlem Yalman (TUR) |
| 12. června 2015 19:00 | Zpráva | Allenová 8                                    | Dosk.   | Vadeevová 8  |  | Arena Savaria Szombathely Počet diváků: 110 Rozhodčí: Ilona Kučerová (CZE), Fabiana Martinescuová (ROU), Özlem Yalman (TUR) |
| 12. června 2015 19:00 | Zpráva | Allenová 2                                    | Asist.  | 3 hráčky 3   |  | Arena Savaria Szombathely Počet diváků: 110 Rozhodčí: Ilona Kučerová (CZE), Fabiana Martinescuová (ROU), Özlem Yalman (TUR) |

| 13. června 2015 16:30 | Zpráva | Lotyšsko                                      | 67 – 58 | Velká Británie |  | Arena Savaria Szombathely Počet diváků: 150 Rozhodčí: Ilona Kučerová (CZE), Özlem Yalman (TUR), Mila Cavaraová (BIH) |
| 13. června 2015 16:30 | Zpráva | Skóre po čtvrtinách: 20:20, 6:7, 23:11, 18:20 |         |                |  | Arena Savaria Szombathely Počet diváků: 150 Rozhodčí: Ilona Kučerová (CZE), Özlem Yalman (TUR), Mila Cavaraová (BIH) |
| 13. června 2015 16:30 | Zpráva | Šteinbergová 25                               | Body    | Fagbenleová 22 |  | Arena Savaria Szombathely Počet diváků: 150 Rozhodčí: Ilona Kučerová (CZE), Özlem Yalman (TUR), Mila Cavaraová (BIH) |
| 13. června 2015 16:30 | Zpráva | Eglīteová, Vitolová 7                         | Dosk.   | Handyová 6     |  | Arena Savaria Szombathely Počet diváků: 150 Rozhodčí: Ilona Kučerová (CZE), Özlem Yalman (TUR), Mila Cavaraová (BIH) |
| 13. června 2015 16:30 | Zpráva | Jēkabsonová 6                                 | Asist.  | Vanderwalová 3 |  | Arena Savaria Szombathely Počet diváků: 150 Rozhodčí: Ilona Kučerová (CZE), Özlem Yalman (TUR), Mila Cavaraová (BIH) |

| 13. června 2015 19:00 | Zpráva | Srbsko                                          | 89 – 72 | Chorvatsko                |  | Arena Savaria Szombathely Počet diváků: 400 Rozhodčí: Fabiana Martinescuová (ROU), Janusz Calik (POL), Sonia Teixeiraová (POR) |
| 13. června 2015 19:00 | Zpráva | Skóre po čtvrtinách: 19:20, 25:20, 26:17, 19:15 |         |                           |  | Arena Savaria Szombathely Počet diváků: 400 Rozhodčí: Fabiana Martinescuová (ROU), Janusz Calik (POL), Sonia Teixeiraová (POR) |
| 13. června 2015 19:00 | Zpráva | Milovanovićová 18                               | Body    | Borovićová 17             |  | Arena Savaria Szombathely Počet diváků: 400 Rozhodčí: Fabiana Martinescuová (ROU), Janusz Calik (POL), Sonia Teixeiraová (POR) |
| 13. června 2015 19:00 | Zpráva | Ajdukovićová 8                                  | Dosk.   | Mazićová 7                |  | Arena Savaria Szombathely Počet diváků: 400 Rozhodčí: Fabiana Martinescuová (ROU), Janusz Calik (POL), Sonia Teixeiraová (POR) |
| 13. června 2015 19:00 | Zpráva | A. Dabovićová 5                                 | Asist.  | Ciglarová, Sliškovićová 4 |  | Arena Savaria Szombathely Počet diváků: 400 Rozhodčí: Fabiana Martinescuová (ROU), Janusz Calik (POL), Sonia Teixeiraová (POR) |

| 14. června 2015 16:30 | Zpráva | Velká Británie                                  | 54 – 76 | Srbsko       |  | Arena Savaria Szombathely Počet diváků: 300 Rozhodčí: Janusz Calik (POL), Ilona Kučerová (CZE), Mila Cavaraová (BIH) |
| 14. června 2015 16:30 | Zpráva | Skóre po čtvrtinách: 12:21, 14:15, 12:18, 16:21 |         |              |  | Arena Savaria Szombathely Počet diváků: 300 Rozhodčí: Janusz Calik (POL), Ilona Kučerová (CZE), Mila Cavaraová (BIH) |
| 14. června 2015 16:30 | Zpráva | Vanderwal 13                                    | Body    | Petrović 17  |  | Arena Savaria Szombathely Počet diváků: 300 Rozhodčí: Janusz Calik (POL), Ilona Kučerová (CZE), Mila Cavaraová (BIH) |
| 14. června 2015 16:30 | Zpráva | Fagbenle 10                                     | Dosk.   | Page 12      |  | Arena Savaria Szombathely Počet diváků: 300 Rozhodčí: Janusz Calik (POL), Ilona Kučerová (CZE), Mila Cavaraová (BIH) |
| 14. června 2015 16:30 | Zpráva | Collins 3                                       | Asist.  | M. Dabović 6 |  | Arena Savaria Szombathely Počet diváků: 300 Rozhodčí: Janusz Calik (POL), Ilona Kučerová (CZE), Mila Cavaraová (BIH) |

| 14. června 2015 19:00 | zpráva | Rusko                                           | 62 – 69 | Lotyšsko     |  | Arena Savaria Szombathely Počet diváků: 300 Rozhodčí: Manuel Mazzoni (ITA), Özlem Yalman (TUR), Sonia Teixeiraová (POR) |
| 14. června 2015 19:00 | zpráva | Skóre po čtvrtinách: 15:22, 16:14, 17:11, 14:21 |         |              |  | Arena Savaria Szombathely Počet diváků: 300 Rozhodčí: Manuel Mazzoni (ITA), Özlem Yalman (TUR), Sonia Teixeiraová (POR) |
| 14. června 2015 19:00 | zpráva | Prince 16                                       | Body    | Jēkabsone 20 |  | Arena Savaria Szombathely Počet diváků: 300 Rozhodčí: Manuel Mazzoni (ITA), Özlem Yalman (TUR), Sonia Teixeiraová (POR) |
| 14. června 2015 19:00 | zpráva | Osipova 11                                      | Dosk.   | Šteinberga 8 |  | Arena Savaria Szombathely Počet diváků: 300 Rozhodčí: Manuel Mazzoni (ITA), Özlem Yalman (TUR), Sonia Teixeiraová (POR) |
| 14. června 2015 19:00 | zpráva | Prince 6                                        | Asist.  | Šteinberga 3 |  | Arena Savaria Szombathely Počet diváků: 300 Rozhodčí: Manuel Mazzoni (ITA), Özlem Yalman (TUR), Sonia Teixeiraová (POR) |

| 15. června 2015 16:30 | Zpráva | Chorvatsko                                      | 70 – 76 | Velká Británie |  | Arena Savaria Szombathely Počet diváků: 250 Rozhodčí: Manuel Mazzoni (ITA), Janusz Calik (POL), Sonia Teixeiraová (POR) |
| 15. června 2015 16:30 | Zpráva | Skóre po čtvrtinách: 25:12, 20:24, 17:22, 14:12 |         |                |  | Arena Savaria Szombathely Počet diváků: 250 Rozhodčí: Manuel Mazzoni (ITA), Janusz Calik (POL), Sonia Teixeiraová (POR) |
| 15. června 2015 16:30 | Zpráva | Borović 23                                      | Body    | Vanderwal 20   |  | Arena Savaria Szombathely Počet diváků: 250 Rozhodčí: Manuel Mazzoni (ITA), Janusz Calik (POL), Sonia Teixeiraová (POR) |
| 15. června 2015 16:30 | Zpráva | Slišković 7                                     | Dosk.   | Fagbenle 10    |  | Arena Savaria Szombathely Počet diváků: 250 Rozhodčí: Manuel Mazzoni (ITA), Janusz Calik (POL), Sonia Teixeiraová (POR) |
| 15. června 2015 16:30 | Zpráva | Ciglar 7                                        | Asist.  | Vanderwal 4    |  | Arena Savaria Szombathely Počet diváků: 250 Rozhodčí: Manuel Mazzoni (ITA), Janusz Calik (POL), Sonia Teixeiraová (POR) |

| 15. června 2015 19:00 | Zpráva | Srbsko                                         | 53 – 77 | Rusko        |  | Arena Savaria Szombathely Počet diváků: 300 Rozhodčí: Fabiana Martinescuová (ROU), Ilona Kučerová (CZE), Mila Cavaraová (BIH) |
| 15. června 2015 19:00 | Zpráva | Skóre po čtvrtinách: 17:18, 7:23, 16:19, 13:17 |         |              |  | Arena Savaria Szombathely Počet diváků: 300 Rozhodčí: Fabiana Martinescuová (ROU), Ilona Kučerová (CZE), Mila Cavaraová (BIH) |
| 15. června 2015 19:00 | Zpráva | A. Dabović 15                                  | Body    | Belyakova 19 |  | Arena Savaria Szombathely Počet diváků: 300 Rozhodčí: Fabiana Martinescuová (ROU), Ilona Kučerová (CZE), Mila Cavaraová (BIH) |
| 15. června 2015 19:00 | Zpráva | Page 9                                         | Dosk.   | Vieru 16     |  | Arena Savaria Szombathely Počet diváků: 300 Rozhodčí: Fabiana Martinescuová (ROU), Ilona Kučerová (CZE), Mila Cavaraová (BIH) |
| 15. června 2015 19:00 | Zpráva | A. Dabović 3                                   | Asist.  | Osipova 13   |  | Arena Savaria Szombathely Počet diváků: 300 Rozhodčí: Fabiana Martinescuová (ROU), Ilona Kučerová (CZE), Mila Cavaraová (BIH) |

#### Skupina D
|    |           | ESP   | SVK   | LIT   | SWE   | HUN   | V | P | Skóre   | B |
| 1. | Španělsko | ***   | 82:81 | 72:58 | 64:60 | 69:46 | 4 | 0 | 287:245 | 8 |
| 2. | Slovensko | 81:82 | ***   | 85:79 | 72:69 | 74:86 | 2 | 2 | 312:316 | 6 |
| 3. | Litva     | 58:72 | 79:85 | ***   | 70:68 | 72:66 | 2 | 2 | 279:291 | 6 |
| 4. | Švédsko   | 60:64 | 69:72 | 68:70 | ***   | 72:63 | 1 | 3 | 269:269 | 5 |
| 5. | Maďarsko  | 46:69 | 86:74 | 66:72 | 63:72 | ***   | 1 | 3 | 261:287 | 5 |

| 11. června 2015 16:30 | Zpráva | Švédsko                                         | 69 – 72 | Slovensko    |  | MKB Aréna Sopron Šoproň Počet diváků: 800 Rozhodčí: Karen Lasuik (CAN), Ognjen Jokić (MNE), Sergii Tyslenko (UKR) |
| 11. června 2015 16:30 | Zpráva | Skóre po čtvrtinách: 22:16, 18:14, 13:23, 16:19 |         |              |  | MKB Aréna Sopron Šoproň Počet diváků: 800 Rozhodčí: Karen Lasuik (CAN), Ognjen Jokić (MNE), Sergii Tyslenko (UKR) |
| 11. června 2015 16:30 | Zpráva | Halvarssonová 19                                | Body    | Žirková 26   |  | MKB Aréna Sopron Šoproň Počet diváků: 800 Rozhodčí: Karen Lasuik (CAN), Ognjen Jokić (MNE), Sergii Tyslenko (UKR) |
| 11. června 2015 16:30 | Zpráva | Eldebrinková, Halvarssonová 7                   | Dosk.   | Žirková 6    |  | MKB Aréna Sopron Šoproň Počet diváků: 800 Rozhodčí: Karen Lasuik (CAN), Ognjen Jokić (MNE), Sergii Tyslenko (UKR) |
| 11. června 2015 16:30 | Zpráva | Eldebrinková 3                                  | Asist.  | Toliverová 6 |  | MKB Aréna Sopron Šoproň Počet diváků: 800 Rozhodčí: Karen Lasuik (CAN), Ognjen Jokić (MNE), Sergii Tyslenko (UKR) |

| 11. června 2015 19:00 | Zpráva | Litva                                          | 58 – 72 | Španělsko    |  | MKB Aréna Sopron Šoproň Počet diváků: 750 Rozhodčí: Joseph Bissang (FRA), Maka Kupatadze (GEO), Andrei Sharapa (BLR) |
| 11. června 2015 19:00 | Zpráva | Skóre po čtvrtinách: 5:13, 10:15, 20:21, 23:23 |         |              |  | MKB Aréna Sopron Šoproň Počet diváků: 750 Rozhodčí: Joseph Bissang (FRA), Maka Kupatadze (GEO), Andrei Sharapa (BLR) |
| 11. června 2015 19:00 | Zpráva | Petronytėová 9                                 | Body    | Ndourová 22  |  | MKB Aréna Sopron Šoproň Počet diváků: 750 Rozhodčí: Joseph Bissang (FRA), Maka Kupatadze (GEO), Andrei Sharapa (BLR) |
| 11. června 2015 19:00 | Zpráva | Nacickaitėová, Petronytėová 7                  | Dosk.   | Ndourová 12  |  | MKB Aréna Sopron Šoproň Počet diváků: 750 Rozhodčí: Joseph Bissang (FRA), Maka Kupatadze (GEO), Andrei Sharapa (BLR) |
| 11. června 2015 19:00 | Zpráva | 3 hráčky 2                                     | Asist.  | Torrensová 6 |  | MKB Aréna Sopron Šoproň Počet diváků: 750 Rozhodčí: Joseph Bissang (FRA), Maka Kupatadze (GEO), Andrei Sharapa (BLR) |

| 12. června 2015 16:30 | Zpráva | Slovensko                                       | 85 – 79 | Litva              |  | MKB Aréna Sopron Šoproň Počet diváků: 850 Rozhodčí: Ognjen Jokičová (MNE), Maka Kupatadzeová (GEO), Anastasios Manos (GRE) |
| 12. června 2015 16:30 | Zpráva | Skóre po čtvrtinách: 24:23, 21:12, 17:30, 23:14 |         |                    |  | MKB Aréna Sopron Šoproň Počet diváků: 850 Rozhodčí: Ognjen Jokičová (MNE), Maka Kupatadzeová (GEO), Anastasios Manos (GRE) |
| 12. června 2015 16:30 | Zpráva | Toliver 23                                      | Body    | Nacickaitėová 22   |  | MKB Aréna Sopron Šoproň Počet diváků: 850 Rozhodčí: Ognjen Jokičová (MNE), Maka Kupatadzeová (GEO), Anastasios Manos (GRE) |
| 12. června 2015 16:30 | Zpráva | Hruscáková 8                                    | Dosk.   | Linkevičienėová 11 |  | MKB Aréna Sopron Šoproň Počet diváků: 850 Rozhodčí: Ognjen Jokičová (MNE), Maka Kupatadzeová (GEO), Anastasios Manos (GRE) |
| 12. června 2015 16:30 | Zpráva | Toliver 6                                       | Asist.  | 3 hráčky 4         |  | MKB Aréna Sopron Šoproň Počet diváků: 850 Rozhodčí: Ognjen Jokičová (MNE), Maka Kupatadzeová (GEO), Anastasios Manos (GRE) |

| 12. června 2015 19:00 | Zpráva | Maďarsko                                        | 63 – 72 | Švédsko         |  | MKB Aréna Sopron Šoproň Počet diváků: 2 200 Rozhodčí: Joseph Bissang (FRA), Karen Lasuiková (CAN), Andrei Sharapa (BLR) |
| 12. června 2015 19:00 | Zpráva | Skóre po čtvrtinách: 20:12, 19:15, 12:19, 12:26 |         |                 |  | MKB Aréna Sopron Šoproň Počet diváků: 2 200 Rozhodčí: Joseph Bissang (FRA), Karen Lasuiková (CAN), Andrei Sharapa (BLR) |
| 12. června 2015 19:00 | Zpráva | D. Hortiová, Quigleyová 14                      | Body    | Eldebrinková 28 |  | MKB Aréna Sopron Šoproň Počet diváků: 2 200 Rozhodčí: Joseph Bissang (FRA), Karen Lasuiková (CAN), Andrei Sharapa (BLR) |
| 12. června 2015 19:00 | Zpráva | Vajdová 7                                       | Dosk.   | Keyová 7        |  | MKB Aréna Sopron Šoproň Počet diváků: 2 200 Rozhodčí: Joseph Bissang (FRA), Karen Lasuiková (CAN), Andrei Sharapa (BLR) |
| 12. června 2015 19:00 | Zpráva | Hontiová 5                                      | Asist.  | Eldebrinková 4  |  | MKB Aréna Sopron Šoproň Počet diváků: 2 200 Rozhodčí: Joseph Bissang (FRA), Karen Lasuiková (CAN), Andrei Sharapa (BLR) |

| 13. června 2015 16:30 | Zpráva | Španělsko                                       | 82 – 81 | Slovensko     |  | MKB Aréna Sopron Šoproň Počet diváků: 1 000 Rozhodčí: Joseph Bissang (FRA), Andrei Sharapa (BLR), Anastasios Manos (GRE) |
| 13. června 2015 16:30 | Zpráva | Skóre po čtvrtinách: 14:20, 20:19, 24:18, 24:24 |         |               |  | MKB Aréna Sopron Šoproň Počet diváků: 1 000 Rozhodčí: Joseph Bissang (FRA), Andrei Sharapa (BLR), Anastasios Manos (GRE) |
| 13. června 2015 16:30 | Zpráva | Torrensová 20                                   | Body    | Toliverová 22 |  | MKB Aréna Sopron Šoproň Počet diváků: 1 000 Rozhodčí: Joseph Bissang (FRA), Andrei Sharapa (BLR), Anastasios Manos (GRE) |
| 13. června 2015 16:30 | Zpráva | Gilová, Torrensová 5                            | Dosk.   | Hruscáková 8  |  | MKB Aréna Sopron Šoproň Počet diváků: 1 000 Rozhodčí: Joseph Bissang (FRA), Andrei Sharapa (BLR), Anastasios Manos (GRE) |
| 13. června 2015 16:30 | Zpráva | Palauová 7                                      | Asist.  | Jurčenková 4  |  | MKB Aréna Sopron Šoproň Počet diváků: 1 000 Rozhodčí: Joseph Bissang (FRA), Andrei Sharapa (BLR), Anastasios Manos (GRE) |

| 13. června 2015 19:00 | Zpráva | Litva                                          | 72 – 66 | Maďarsko         |  | MKB Aréna Sopron Šoproň Počet diváků: 2 100 Rozhodčí: Ognjen Jokić (MNE), Karen Lasuiková (CAN), Sergii Tyslenko (UKR) |
| 13. června 2015 19:00 | Zpráva | Skóre po čtvrtinách: 15:15, 24:8, 13:24, 20:19 |         |                  |  | MKB Aréna Sopron Šoproň Počet diváků: 2 100 Rozhodčí: Ognjen Jokić (MNE), Karen Lasuiková (CAN), Sergii Tyslenko (UKR) |
| 13. června 2015 19:00 | Zpráva | Petronytėová 28                                | Body    | Quigleyová 20    |  | MKB Aréna Sopron Šoproň Počet diváků: 2 100 Rozhodčí: Ognjen Jokić (MNE), Karen Lasuiková (CAN), Sergii Tyslenko (UKR) |
| 13. června 2015 19:00 | Zpráva | Petronytėová 12                                | Dosk.   | Hontiová 6       |  | MKB Aréna Sopron Šoproň Počet diváků: 2 100 Rozhodčí: Ognjen Jokić (MNE), Karen Lasuiková (CAN), Sergii Tyslenko (UKR) |
| 13. června 2015 19:00 | Zpráva | Solopovová 5                                   | Asist.  | Fegyvernekyová 4 |  | MKB Aréna Sopron Šoproň Počet diváků: 2 100 Rozhodčí: Ognjen Jokić (MNE), Karen Lasuiková (CAN), Sergii Tyslenko (UKR) |

| 14. června 2015 16:30 | Zpráva | Švédsko                                        | 68 – 70 | Litva                     |  | MKB Aréna Sopron Šoproň Počet diváků: 900 Rozhodčí: Joseph Bissang (FRA), Karen Lasuiková (CAN), Sergii Tyslenko (UKR) |
| 14. června 2015 16:30 | Zpráva | Skóre po čtvrtinách: 17:15, 12:18, 22:28, 17:9 |         |                           |  | MKB Aréna Sopron Šoproň Počet diváků: 900 Rozhodčí: Joseph Bissang (FRA), Karen Lasuiková (CAN), Sergii Tyslenko (UKR) |
| 14. června 2015 16:30 | Zpráva | Halvarsson 18                                  | Body    | Okockytė 19               |  | MKB Aréna Sopron Šoproň Počet diváků: 900 Rozhodčí: Joseph Bissang (FRA), Karen Lasuiková (CAN), Sergii Tyslenko (UKR) |
| 14. června 2015 16:30 | Zpráva | Halvarsson 11                                  | Dosk.   | Linkevičienė 9            |  | MKB Aréna Sopron Šoproň Počet diváků: 900 Rozhodčí: Joseph Bissang (FRA), Karen Lasuiková (CAN), Sergii Tyslenko (UKR) |
| 14. června 2015 16:30 | Zpráva | Eldebrinková 7                                 | Asist.  | Linkevičienė, Petronytė 4 |  | MKB Aréna Sopron Šoproň Počet diváků: 900 Rozhodčí: Joseph Bissang (FRA), Karen Lasuiková (CAN), Sergii Tyslenko (UKR) |

| 14. června 2015 19:00 | Zpráva | Maďarsko                                       | 46 – 69 | Španělsko     |  | MKB Aréna Sopron Šoproň Počet diváků: 1 300 Rozhodčí: Ognjen Jokić (MNE), Maka Kupatadze (GEO), Anastasios Manos (GRE) |
| 14. června 2015 19:00 | Zpráva | Skóre po čtvrtinách: 13:21, 13:13, 15:10, 5:25 |         |               |  | MKB Aréna Sopron Šoproň Počet diváků: 1 300 Rozhodčí: Ognjen Jokić (MNE), Maka Kupatadze (GEO), Anastasios Manos (GRE) |
| 14. června 2015 19:00 | Zpráva | Honti 10                                       | Body    | Torrensová 18 |  | MKB Aréna Sopron Šoproň Počet diváků: 1 300 Rozhodčí: Ognjen Jokić (MNE), Maka Kupatadze (GEO), Anastasios Manos (GRE) |
| 14. června 2015 19:00 | Zpráva | Vajda 6                                        | Dosk.   | Torrensová 14 |  | MKB Aréna Sopron Šoproň Počet diváků: 1 300 Rozhodčí: Ognjen Jokić (MNE), Maka Kupatadze (GEO), Anastasios Manos (GRE) |
| 14. června 2015 19:00 | Zpráva | Quigley, Vajda 4                               | Asist.  | Xargay 6      |  | MKB Aréna Sopron Šoproň Počet diváků: 1 300 Rozhodčí: Ognjen Jokić (MNE), Maka Kupatadze (GEO), Anastasios Manos (GRE) |

| 15. června 2015 16:30 | Zpráva | Španělsko                                      | 64 – 60 | Švédsko         |  | MKB Aréna Sopron Šoproň Počet diváků: 600 Rozhodčí: Andrei Sharapa (BLR), Ognjen Jokić (MNE), Maka Kupatadze (GEO) |
| 15. června 2015 16:30 | Zpráva | Skóre po čtvrtinách: 25:16, 14:13, 11:9, 14:22 |         |                 |  | MKB Aréna Sopron Šoproň Počet diváků: 600 Rozhodčí: Andrei Sharapa (BLR), Ognjen Jokić (MNE), Maka Kupatadze (GEO) |
| 15. června 2015 16:30 | Zpráva | Cruz 13                                        | Body    | Eldebrinková 12 |  | MKB Aréna Sopron Šoproň Počet diváků: 600 Rozhodčí: Andrei Sharapa (BLR), Ognjen Jokić (MNE), Maka Kupatadze (GEO) |
| 15. června 2015 16:30 | Zpráva | Ndour 10                                       | Dosk.   | Hamilton 12     |  | MKB Aréna Sopron Šoproň Počet diváků: 600 Rozhodčí: Andrei Sharapa (BLR), Ognjen Jokić (MNE), Maka Kupatadze (GEO) |
| 15. června 2015 16:30 | Zpráva | Domínguez 2                                    | Asist.  | Eldebrinková 5  |  | MKB Aréna Sopron Šoproň Počet diváků: 600 Rozhodčí: Andrei Sharapa (BLR), Ognjen Jokić (MNE), Maka Kupatadze (GEO) |

| 15. června 2015 19:00 | Zpráva | Slovensko                                       | 74 – 86 | Maďarsko     |  | MKB Aréna Sopron Šoproň Počet diváků: 1 300 Rozhodčí: Joseph Bissang (FRA), Anastasios Manos (GRE), Sergii Tyslenko (UKR) |
| 15. června 2015 19:00 | Zpráva | Skóre po čtvrtinách: 13:24, 14:23, 22:23, 25:16 |         |              |  | MKB Aréna Sopron Šoproň Počet diváků: 1 300 Rozhodčí: Joseph Bissang (FRA), Anastasios Manos (GRE), Sergii Tyslenko (UKR) |
| 15. června 2015 19:00 | Zpráva | Toliver 22                                      | Body    | Quigley 26   |  | MKB Aréna Sopron Šoproň Počet diváků: 1 300 Rozhodčí: Joseph Bissang (FRA), Anastasios Manos (GRE), Sergii Tyslenko (UKR) |
| 15. června 2015 19:00 | Zpráva | Kissová 6                                       | Dosk.   | Krivačević 9 |  | MKB Aréna Sopron Šoproň Počet diváků: 1 300 Rozhodčí: Joseph Bissang (FRA), Anastasios Manos (GRE), Sergii Tyslenko (UKR) |
| 15. června 2015 19:00 | Zpráva | Žirková 3                                       | Asist.  | Honti 11     |  | MKB Aréna Sopron Šoproň Počet diváků: 1 300 Rozhodčí: Joseph Bissang (FRA), Anastasios Manos (GRE), Sergii Tyslenko (UKR) |

### Osmifinále

#### Skupina A
|    |            | TUR    | FRA    | BLR    | MNG    | GRE    | CZE    | V | P | Skóre   | B |
| 1. | Turecko    | ***    | 66:56  | 52:67* | 61:41  | 61:50* | 59:48  | 4 | 1 | 299:262 | 9 |
| 2. | Francie    | 56:66  | ***    | 64:58  | 79:67* | 51:42  | 85:75* | 4 | 1 | 335:308 | 9 |
| 3. | Bělorusko  | 67:52* | 58:64  | ***    | 72:77  | 82:57* | 70:73  | 2 | 3 | 349:323 | 7 |
| 4. | Černá Hora | 41:61  | 67:79* | 77:72  | ***    | 63:76  | 71:52* | 2 | 3 | 319:340 | 7 |
| 5. | Řecko      | 50:61* | 42:51  | 57:82* | 76:63  | ***    | 74:71  | 2 | 3 | 299:328 | 7 |
| 6. | Česko      | 48:59  | 75:85* | 73:70  | 52:71* | 71:74  | ***    | 1 | 4 | 319:359 | 6 |

- s hvězdičkou = zápasy ze základní skupiny.

| 17. června 2015 15:30 | Zpráva | Turecko                                      | 61 – 41 | Černá Hora    |  | Főnix Hall, Debrecín Počet diváků: 100 Rozhodčí: Anne Pantherová (GER), Erez Gurion (ISR), Semen Ovinov (RUS) |
| 17. června 2015 15:30 | Zpráva | Skóre po čtvrtinách: 20:8, 8:13, 22:7, 11:13 |         |               |  | Főnix Hall, Debrecín Počet diváků: 100 Rozhodčí: Anne Pantherová (GER), Erez Gurion (ISR), Semen Ovinov (RUS) |
| 17. června 2015 15:30 | Zpráva | Yılmaz 18                                    | Body    | Aleksić 7     |  | Főnix Hall, Debrecín Počet diváků: 100 Rozhodčí: Anne Pantherová (GER), Erez Gurion (ISR), Semen Ovinov (RUS) |
| 17. června 2015 15:30 | Zpráva | Alben 7                                      | Dosk.   | Perovanović 6 |  | Főnix Hall, Debrecín Počet diváků: 100 Rozhodčí: Anne Pantherová (GER), Erez Gurion (ISR), Semen Ovinov (RUS) |
| 17. června 2015 15:30 | Zpráva | Alben 7                                      | Asist.  | Škerović 4    |  | Főnix Hall, Debrecín Počet diváků: 100 Rozhodčí: Anne Pantherová (GER), Erez Gurion (ISR), Semen Ovinov (RUS) |

| 17. června 2015 18:00 | Zpráva | Česko                                           | 73 – 70 | Bělorusko    |  | Főnix Hall, Debrecín Počet diváků: 100 Rozhodčí: Jasmina Jurasová (SRB), Maj Forsberg (DEN), Gellért Kapitány (HUN) |
| 17. června 2015 18:00 | Zpráva | Skóre po čtvrtinách: 18:17, 13:16, 17:19, 25:18 |         |              |  | Főnix Hall, Debrecín Počet diváků: 100 Rozhodčí: Jasmina Jurasová (SRB), Maj Forsberg (DEN), Gellért Kapitány (HUN) |
| 17. června 2015 18:00 | Zpráva | Elhotová 25                                     | Body    | Harding 25   |  | Főnix Hall, Debrecín Počet diváků: 100 Rozhodčí: Jasmina Jurasová (SRB), Maj Forsberg (DEN), Gellért Kapitány (HUN) |
| 17. června 2015 18:00 | Zpráva | Veselá 8                                        | Dosk.   | Leuchanka 12 |  | Főnix Hall, Debrecín Počet diváků: 100 Rozhodčí: Jasmina Jurasová (SRB), Maj Forsberg (DEN), Gellért Kapitány (HUN) |
| 17. června 2015 18:00 | Zpráva | Bortelová 5                                     | Asist.  | 3 hráčky 2   |  | Főnix Hall, Debrecín Počet diváků: 100 Rozhodčí: Jasmina Jurasová (SRB), Maj Forsberg (DEN), Gellért Kapitány (HUN) |

| 17. června 2015 20:30 | Zpráva | Řecko                                          | 42 – 51 | Francie               |  | Főnix Hall, Debrecín Počet diváků: 100 Rozhodčí: Andris Aunkrogers (LAT), Artūras Šukys (LTU), Jelena Tomićová (CRO) |
| 17. června 2015 20:30 | Zpráva | Skóre po čtvrtinách: 6:15, 10:10, 16:11, 10:15 |         |                       |  | Főnix Hall, Debrecín Počet diváků: 100 Rozhodčí: Andris Aunkrogers (LAT), Artūras Šukys (LTU), Jelena Tomićová (CRO) |
| 17. června 2015 20:30 | Zpráva | Dimitrakou 16                                  | Body    | Grudaová, Salagnac 12 |  | Főnix Hall, Debrecín Počet diváků: 100 Rozhodčí: Andris Aunkrogers (LAT), Artūras Šukys (LTU), Jelena Tomićová (CRO) |
| 17. června 2015 20:30 | Zpráva | Spanou 8                                       | Dosk.   | Grudaová, Skrela 6    |  | Főnix Hall, Debrecín Počet diváků: 100 Rozhodčí: Andris Aunkrogers (LAT), Artūras Šukys (LTU), Jelena Tomićová (CRO) |
| 17. června 2015 20:30 | Zpráva | 3 hráčky 2                                     | Asist.  | Dumercová 5           |  | Főnix Hall, Debrecín Počet diváků: 100 Rozhodčí: Andris Aunkrogers (LAT), Artūras Šukys (LTU), Jelena Tomićová (CRO) |

| 19. června 2015 15:30 | Zpráva | Černá Hora                                      | 77 – 72 | Bělorusko    |  | Főnix Hall, Debrecín Počet diváků: 200 Rozhodčí: Andris Aunkrogers (LAT), Carlos Peruga (ESP), Artūras Šukys (LTU) |
| 19. června 2015 15:30 | Zpráva | Skóre po čtvrtinách: 21:14, 12:17, 23:18, 21:23 |         |              |  | Főnix Hall, Debrecín Počet diváků: 200 Rozhodčí: Andris Aunkrogers (LAT), Carlos Peruga (ESP), Artūras Šukys (LTU) |
| 19. června 2015 15:30 | Zpráva | Jovanović 20                                    | Body    | Snytsina 21  |  | Főnix Hall, Debrecín Počet diváků: 200 Rozhodčí: Andris Aunkrogers (LAT), Carlos Peruga (ESP), Artūras Šukys (LTU) |
| 19. června 2015 15:30 | Zpráva | Robinson 17                                     | Dosk.   | Leuchanka 13 |  | Főnix Hall, Debrecín Počet diváků: 200 Rozhodčí: Andris Aunkrogers (LAT), Carlos Peruga (ESP), Artūras Šukys (LTU) |
| 19. června 2015 15:30 | Zpráva | Škerović 7                                      | Asist.  | Harding 9    |  | Főnix Hall, Debrecín Počet diváků: 200 Rozhodčí: Andris Aunkrogers (LAT), Carlos Peruga (ESP), Artūras Šukys (LTU) |

| 19. června 2015 18:00 | Zpráva | Řecko                                           | 74 – 71 | Česko       |  | Főnix Hall, Debrecín Počet diváků: 150 Rozhodčí: Jasmina Jurasová (SRB), Erez Gurion (ISR), Semen Ovinov (RUS) |
| 19. června 2015 18:00 | Zpráva | Skóre po čtvrtinách: 24:22, 19:26, 13:10, 18:13 |         |             |  | Főnix Hall, Debrecín Počet diváků: 150 Rozhodčí: Jasmina Jurasová (SRB), Erez Gurion (ISR), Semen Ovinov (RUS) |
| 19. června 2015 18:00 | Zpráva | Kaltsidou 20                                    | Body    | Hanušová 16 |  | Főnix Hall, Debrecín Počet diváků: 150 Rozhodčí: Jasmina Jurasová (SRB), Erez Gurion (ISR), Semen Ovinov (RUS) |
| 19. června 2015 18:00 | Zpráva | Spanou 9                                        | Dosk.   | Burgrová 9  |  | Főnix Hall, Debrecín Počet diváků: 150 Rozhodčí: Jasmina Jurasová (SRB), Erez Gurion (ISR), Semen Ovinov (RUS) |
| 19. června 2015 18:00 | Zpráva | Lymoura 3                                       | Asist.  | Bortelová 6 |  | Főnix Hall, Debrecín Počet diváků: 150 Rozhodčí: Jasmina Jurasová (SRB), Erez Gurion (ISR), Semen Ovinov (RUS) |

| 19. června 2015 20:30 | Zpráva | Francie                                         | 56 – 66 | Turecko           |  | Főnix Hall, Debrecín Počet diváků: 400 Rozhodčí: Anne Pantherová (GER), Maj Forsberg (DEN), Gellért Kapitány (HUN) |
| 19. června 2015 20:30 | Zpráva | Skóre po čtvrtinách: 16:15, 17:15, 11:14, 12:22 |         |                   |  | Főnix Hall, Debrecín Počet diváků: 400 Rozhodčí: Anne Pantherová (GER), Maj Forsberg (DEN), Gellért Kapitány (HUN) |
| 19. června 2015 20:30 | Zpráva | Grudaová 16                                     | Body    | Sanders 23        |  | Főnix Hall, Debrecín Počet diváků: 400 Rozhodčí: Anne Pantherová (GER), Maj Forsberg (DEN), Gellért Kapitány (HUN) |
| 19. června 2015 20:30 | Zpráva | Grudaová13                                      | Dosk.   | Yılmaz 7          |  | Főnix Hall, Debrecín Počet diváků: 400 Rozhodčí: Anne Pantherová (GER), Maj Forsberg (DEN), Gellért Kapitány (HUN) |
| 19. června 2015 20:30 | Zpráva | Dumercová 4                                     | Asist.  | Alben, Vardarlı 4 |  | Főnix Hall, Debrecín Počet diváků: 400 Rozhodčí: Anne Pantherová (GER), Maj Forsberg (DEN), Gellért Kapitány (HUN) |

| 21. června 2015 15:30 | Zpráva | Turecko                                        | 59 – 48 | Česko          |  | Főnix Hall, Debrecín Počet diváků: 450 Rozhodčí: Andris Aunkrogers (LAT), Semen Ovinov (RUS), Artūras Šukys (LTU) |
| 21. června 2015 15:30 | Zpráva | Skóre po čtvrtinách: 11:10, 15:15, 18:5, 15:18 |         |                |  | Főnix Hall, Debrecín Počet diváků: 450 Rozhodčí: Andris Aunkrogers (LAT), Semen Ovinov (RUS), Artūras Šukys (LTU) |
| 21. června 2015 15:30 | Zpráva | Yılmaz 23                                      | Body    | Stejskalová 12 |  | Főnix Hall, Debrecín Počet diváků: 450 Rozhodčí: Andris Aunkrogers (LAT), Semen Ovinov (RUS), Artūras Šukys (LTU) |
| 21. června 2015 15:30 | Zpráva | Yılmaz 8                                       | Dosk.   | Burgrová 10    |  | Főnix Hall, Debrecín Počet diváků: 450 Rozhodčí: Andris Aunkrogers (LAT), Semen Ovinov (RUS), Artūras Šukys (LTU) |
| 21. června 2015 15:30 | Zpráva | Alben 11                                       | Asist.  | Elhotová 3     |  | Főnix Hall, Debrecín Počet diváků: 450 Rozhodčí: Andris Aunkrogers (LAT), Semen Ovinov (RUS), Artūras Šukys (LTU) |

| 21. června 2015 18:00 | Zpráva | Černá Hora                                      | 63 – 76 | Řecko            |  | Főnix Hall, Debrecín Počet diváků: 320 Rozhodčí: Maj Forsberg (DEN), Carlos Peruga (ESP), Jelena Tomićová (CRO) |
| 21. června 2015 18:00 | Zpráva | Skóre po čtvrtinách: 11:22, 16:22, 24:14, 12:18 |         |                  |  | Főnix Hall, Debrecín Počet diváků: 320 Rozhodčí: Maj Forsberg (DEN), Carlos Peruga (ESP), Jelena Tomićová (CRO) |
| 21. června 2015 18:00 | Zpráva | Perovanović 15                                  | Body    | Dimitrákou 29    |  | Főnix Hall, Debrecín Počet diváků: 320 Rozhodčí: Maj Forsberg (DEN), Carlos Peruga (ESP), Jelena Tomićová (CRO) |
| 21. června 2015 18:00 | Zpráva | Perovanović, Robinson 10                        | Dosk.   | Spanou 8         |  | Főnix Hall, Debrecín Počet diváků: 320 Rozhodčí: Maj Forsberg (DEN), Carlos Peruga (ESP), Jelena Tomićová (CRO) |
| 21. června 2015 18:00 | Zpráva | Škerović 9                                      | Asist.  | Chatzinikolaou 5 |  | Főnix Hall, Debrecín Počet diváků: 320 Rozhodčí: Maj Forsberg (DEN), Carlos Peruga (ESP), Jelena Tomićová (CRO) |

| 21. června 2015 20:30 | Zpráva | Bělorusko                                       | 58 – 64 | Francie     |  | Főnix Hall, Debrecín Počet diváků: 300 Rozhodčí: Anne Pantherová (GER), Jasmina Jurasová (SRB), Erez Gurion (ISR) |
| 21. června 2015 20:30 | Zpráva | Skóre po čtvrtinách: 10:20, 19:20, 14:12, 15:12 |         |             |  | Főnix Hall, Debrecín Počet diváků: 300 Rozhodčí: Anne Pantherová (GER), Jasmina Jurasová (SRB), Erez Gurion (ISR) |
| 21. června 2015 20:30 | Zpráva | Leuchanka 16                                    | Body    | Yacoubou 14 |  | Főnix Hall, Debrecín Počet diváků: 300 Rozhodčí: Anne Pantherová (GER), Jasmina Jurasová (SRB), Erez Gurion (ISR) |
| 21. června 2015 20:30 | Zpráva | Leuchanka 9                                     | Dosk.   | Yacoubou 12 |  | Főnix Hall, Debrecín Počet diváků: 300 Rozhodčí: Anne Pantherová (GER), Jasmina Jurasová (SRB), Erez Gurion (ISR) |
| 21. června 2015 20:30 | Zpráva | Harding 8                                       | Asist.  | Dumercová 4 |  | Főnix Hall, Debrecín Počet diváků: 300 Rozhodčí: Anne Pantherová (GER), Jasmina Jurasová (SRB), Erez Gurion (ISR) |

#### Skupina B
|    |            | ESP    | LIT    | RUS    | SER    | SVK    | CRO    | V | P | Skóre   | B  |
| 1. | Španělsko  | ***    | 72:58* | 66:57  | 91:80  | 82:81* | 95:52  | 5 | 0 | 406:328 | 10 |
| 2. | Litva      | 58:72* | ***    | 78:74  | 73:72  | 75:89* | 83:64  | 3 | 2 | 371:367 | 8  |
| 3. | Rusko      | 57:66  | 74:78  | ***    | 77:53* | 75:61  | 83:62* | 3 | 2 | 366:320 | 8  |
| 4. | Srbsko     | 80:91  | 72:73  | 53:77* | ***    | 76:74  | 89:72* | 2 | 3 | 370:387 | 7  |
| 5. | Slovensko  | 81:82* | 85:79* | 61:75  | 74:76  | ***    | 84:62  | 2 | 3 | 385:334 | 7  |
| 6. | Chorvatsko | 52:95  | 64:83  | 62:83* | 72:89* | 62:84  | ***    | 0 | 5 | 312:434 | 5  |

- s hvězdičkou = zápasy ze základní skupiny.

| 18. června 2015 15:30 | Zpráva | Slovensko                                       | 74 – 76 | Srbsko       |  | Audi Aréna, Győr Počet diváků: 200 Rozhodčí: Joseph Bissang (FRA), Manuel Mazzoni (ITA), Andrei Sharapa (BLR) |
| 18. června 2015 15:30 | Zpráva | Skóre po čtvrtinách: 23:21, 19:19, 13:14, 19:22 |         |              |  | Audi Aréna, Győr Počet diváků: 200 Rozhodčí: Joseph Bissang (FRA), Manuel Mazzoni (ITA), Andrei Sharapa (BLR) |
| 18. června 2015 15:30 | Zpráva | Toliver 23                                      | Body    | Petrović 15  |  | Audi Aréna, Győr Počet diváků: 200 Rozhodčí: Joseph Bissang (FRA), Manuel Mazzoni (ITA), Andrei Sharapa (BLR) |
| 18. června 2015 15:30 | Zpráva | Jurčenková 9                                    | Dosk.   | Page 8       |  | Audi Aréna, Győr Počet diváků: 200 Rozhodčí: Joseph Bissang (FRA), Manuel Mazzoni (ITA), Andrei Sharapa (BLR) |
| 18. června 2015 15:30 | Zpráva | Bálintová 5                                     | Asist.  | A. Dabović 5 |  | Audi Aréna, Győr Počet diváků: 200 Rozhodčí: Joseph Bissang (FRA), Manuel Mazzoni (ITA), Andrei Sharapa (BLR) |

| 18. června 2015 18:00 | Zpráva | Litva                                           | 78 – 74 | Rusko       |  | Audi Aréna, Győr Počet diváků: 150 Rozhodčí: Fabiana Martinescuová (ROU), Ognjen Jokić (MNE), Mila Cavaraová (BIH) |
| 18. června 2015 18:00 | Zpráva | Skóre po čtvrtinách: 13:22, 10:17, 24:22, 31:13 |         |             |  | Audi Aréna, Győr Počet diváků: 150 Rozhodčí: Fabiana Martinescuová (ROU), Ognjen Jokić (MNE), Mila Cavaraová (BIH) |
| 18. června 2015 18:00 | Zpráva | Petronytė 20                                    | Body    | 3 hráčky 12 |  | Audi Aréna, Győr Počet diváků: 150 Rozhodčí: Fabiana Martinescuová (ROU), Ognjen Jokić (MNE), Mila Cavaraová (BIH) |
| 18. června 2015 18:00 | Zpráva | Petronytė 8                                     | Dosk.   | Vieru 8     |  | Audi Aréna, Győr Počet diváků: 150 Rozhodčí: Fabiana Martinescuová (ROU), Ognjen Jokić (MNE), Mila Cavaraová (BIH) |
| 18. června 2015 18:00 | Zpráva | Okockytė 5                                      | Asist.  | Osipova 6   |  | Audi Aréna, Győr Počet diváků: 150 Rozhodčí: Fabiana Martinescuová (ROU), Ognjen Jokić (MNE), Mila Cavaraová (BIH) |

| 18. června 2015 20:30 | Zpráva | Chorvatsko                                      | 52 – 95 | Španělsko             |  | Audi Aréna, Győr Počet diváků: 200 Rozhodčí: Karen Lasuiková (CAN), Janusz Calik (POL), Sergii Tyslenko (UKR) |
| 18. června 2015 20:30 | Zpráva | Skóre po čtvrtinách: 13:24, 11:20, 10:18, 18:33 |         |                       |  | Audi Aréna, Győr Počet diváků: 200 Rozhodčí: Karen Lasuiková (CAN), Janusz Calik (POL), Sergii Tyslenko (UKR) |
| 18. června 2015 20:30 | Zpráva | Slišković 11                                    | Body    | Torrensová, Xargay 16 |  | Audi Aréna, Győr Počet diváků: 200 Rozhodčí: Karen Lasuiková (CAN), Janusz Calik (POL), Sergii Tyslenko (UKR) |
| 18. června 2015 20:30 | Zpráva | Begić 7                                         | Dosk.   | Ndour 11              |  | Audi Aréna, Győr Počet diváků: 200 Rozhodčí: Karen Lasuiková (CAN), Janusz Calik (POL), Sergii Tyslenko (UKR) |
| 18. června 2015 20:30 | Zpráva | Ciglar 6                                        | Asist.  | Palau 8               |  | Audi Aréna, Győr Počet diváků: 200 Rozhodčí: Karen Lasuiková (CAN), Janusz Calik (POL), Sergii Tyslenko (UKR) |

| 20. června 2015 15:30 | Zpráva | Litva                                           | 83 – 64 | Chorvatsko   |  | Audi Aréna, Győr Počet diváků: 200 Rozhodčí: Fabiana Martinescuová (ROU), Ilona Kučerová (CZE), Sergii Tyslenko (UKR) |
| 20. června 2015 15:30 | Zpráva | Skóre po čtvrtinách: 30:12, 18:16, 17:19, 18:17 |         |              |  | Audi Aréna, Győr Počet diváků: 200 Rozhodčí: Fabiana Martinescuová (ROU), Ilona Kučerová (CZE), Sergii Tyslenko (UKR) |
| 20. června 2015 15:30 | Zpráva | Petronytė 18                                    | Body    | Slišković 17 |  | Audi Aréna, Győr Počet diváků: 200 Rozhodčí: Fabiana Martinescuová (ROU), Ilona Kučerová (CZE), Sergii Tyslenko (UKR) |
| 20. června 2015 15:30 | Zpráva | Linkevičienė 10                                 | Dosk.   | Džankić 8    |  | Audi Aréna, Győr Počet diváků: 200 Rozhodčí: Fabiana Martinescuová (ROU), Ilona Kučerová (CZE), Sergii Tyslenko (UKR) |
| 20. června 2015 15:30 | Zpráva | Nacickaitė 6                                    | Asist.  | Ciglar 6     |  | Audi Aréna, Győr Počet diváků: 200 Rozhodčí: Fabiana Martinescuová (ROU), Ilona Kučerová (CZE), Sergii Tyslenko (UKR) |

| 20. června 2015 18:00 | Zpráva | Rusko                                           | 75 – 61 | Slovensko                |  | Audi Aréna, Győr Počet diváků: 500 Rozhodčí: Joseph Bissang (FRA), Janusz Calik (POL), Ognjen Jokić (MNE) |
| 20. června 2015 18:00 | Zpráva | Skóre po čtvrtinách: 23:23, 18:13, 23:12, 11:13 |         |                          |  | Audi Aréna, Győr Počet diváků: 500 Rozhodčí: Joseph Bissang (FRA), Janusz Calik (POL), Ognjen Jokić (MNE) |
| 20. června 2015 18:00 | Zpráva | Vadeeva 22                                      | Body    | Bálintová, Hruscáková 15 |  | Audi Aréna, Győr Počet diváků: 500 Rozhodčí: Joseph Bissang (FRA), Janusz Calik (POL), Ognjen Jokić (MNE) |
| 20. června 2015 18:00 | Zpráva | Osipova 9                                       | Dosk.   | Bálintová 5              |  | Audi Aréna, Győr Počet diváků: 500 Rozhodčí: Joseph Bissang (FRA), Janusz Calik (POL), Ognjen Jokić (MNE) |
| 20. června 2015 18:00 | Zpráva | Osipova 7                                       | Asist.  | Toliver, Zirková 5       |  | Audi Aréna, Győr Počet diváků: 500 Rozhodčí: Joseph Bissang (FRA), Janusz Calik (POL), Ognjen Jokić (MNE) |

| 20. června 2015 20:30 | Zpráva | Srbsko                                          | 80 – 91 | Španělsko                  |  | Audi Aréna, Győr Počet diváků: 500 Rozhodčí: Karen Lasuiková (CAN), Manuel Mazzoni (ITA), Andrei Sharapa (BLR) |
| 20. června 2015 20:30 | Zpráva | Skóre po čtvrtinách: 27:24, 13:22, 22:15, 18:30 |         |                            |  | Audi Aréna, Győr Počet diváků: 500 Rozhodčí: Karen Lasuiková (CAN), Manuel Mazzoni (ITA), Andrei Sharapa (BLR) |
| 20. června 2015 20:30 | Zpráva | Petrović 17                                     | Body    | Torrensová 25, Nicholls 20 |  | Audi Aréna, Győr Počet diváků: 500 Rozhodčí: Karen Lasuiková (CAN), Manuel Mazzoni (ITA), Andrei Sharapa (BLR) |
| 20. června 2015 20:30 | Zpráva | Petrović 8                                      | Dosk.   | Ndour 12                   |  | Audi Aréna, Győr Počet diváků: 500 Rozhodčí: Karen Lasuiková (CAN), Manuel Mazzoni (ITA), Andrei Sharapa (BLR) |
| 20. června 2015 20:30 | Zpráva | A. Dabović 3                                    | Asist.  | Palau, Torrensová 5        |  | Audi Aréna, Győr Počet diváků: 500 Rozhodčí: Karen Lasuiková (CAN), Manuel Mazzoni (ITA), Andrei Sharapa (BLR) |

| 22. června 2015 15:30 | Zpráva | Slovensko                                      | 84 – 62 | Chorvatsko   |  | Audi Aréna, Győr Počet diváků: 250 Rozhodčí: Ognjen Jokic (MNE), Andrei Sharapa (BLR), Mila Cavaraová (BIH) |
| 22. června 2015 15:30 | Zpráva | Skóre po čtvrtinách: 26:16, 21:9, 18:24, 19:13 |         |              |  | Audi Aréna, Győr Počet diváků: 250 Rozhodčí: Ognjen Jokic (MNE), Andrei Sharapa (BLR), Mila Cavaraová (BIH) |
| 22. června 2015 15:30 | Zpráva | Bálintová 29, Toliver 23                       | Body    | Slišković 15 |  | Audi Aréna, Győr Počet diváků: 250 Rozhodčí: Ognjen Jokic (MNE), Andrei Sharapa (BLR), Mila Cavaraová (BIH) |
| 22. června 2015 15:30 | Zpráva | Jurčenková 14                                  | Dosk.   | Slišković 9  |  | Audi Aréna, Győr Počet diváků: 250 Rozhodčí: Ognjen Jokic (MNE), Andrei Sharapa (BLR), Mila Cavaraová (BIH) |
| 22. června 2015 15:30 | Zpráva | Toliver 7                                      | Asist.  | Miloglav 11  |  | Audi Aréna, Győr Počet diváků: 250 Rozhodčí: Ognjen Jokic (MNE), Andrei Sharapa (BLR), Mila Cavaraová (BIH) |

| 22. června 2015 18:00 | Zpráva | Španělsko                                      | 64 – 57 | Rusko                     |  | Audi Aréna, Győr Počet diváků: 200 Rozhodčí: Fabiana Martinescuová (ROU), Joseph Bissang (FRA), Janusz Calik (POL) |
| 22. června 2015 18:00 | Zpráva | Skóre po čtvrtinách: 17:9, 21:12, 14:16, 12:20 |         |                           |  | Audi Aréna, Győr Počet diváků: 200 Rozhodčí: Fabiana Martinescuová (ROU), Joseph Bissang (FRA), Janusz Calik (POL) |
| 22. června 2015 18:00 | Zpráva | Torrensová 24                                  | Body    | Vadeeva 15                |  | Audi Aréna, Győr Počet diváků: 200 Rozhodčí: Fabiana Martinescuová (ROU), Joseph Bissang (FRA), Janusz Calik (POL) |
| 22. června 2015 18:00 | Zpráva | Nicholls 13                                    | Dosk.   | Vadeeva, Osipova, Vieru 6 |  | Audi Aréna, Győr Počet diváků: 200 Rozhodčí: Fabiana Martinescuová (ROU), Joseph Bissang (FRA), Janusz Calik (POL) |
| 22. června 2015 18:00 | Zpráva | Torrensová 5                                   | Asist.  | Namok 7                   |  | Audi Aréna, Győr Počet diváků: 200 Rozhodčí: Fabiana Martinescuová (ROU), Joseph Bissang (FRA), Janusz Calik (POL) |

| 22. června 2015 20:30 | Zpráva | Srbsko                                         | 72 – 73 | Litva         |  | Audi Aréna, Győr Počet diváků: 250 Rozhodčí: Karen Lasuiková (CAN), Manuel Mazzoni (ITA), Ilona Kučerová (CZE) |
| 22. června 2015 20:30 | Zpráva | Skóre po čtvrtinách: 32:17, 8:20, 14:15, 18:21 |         |               |  | Audi Aréna, Győr Počet diváků: 250 Rozhodčí: Karen Lasuiková (CAN), Manuel Mazzoni (ITA), Ilona Kučerová (CZE) |
| 22. června 2015 20:30 | Zpráva | Milovanović 14                                 | Body    | Nacickaitė 21 |  | Audi Aréna, Győr Počet diváků: 250 Rozhodčí: Karen Lasuiková (CAN), Manuel Mazzoni (ITA), Ilona Kučerová (CZE) |
| 22. června 2015 20:30 | Zpráva | Petrović 10                                    | Dosk.   | Petronytė 9   |  | Audi Aréna, Győr Počet diváků: 250 Rozhodčí: Karen Lasuiková (CAN), Manuel Mazzoni (ITA), Ilona Kučerová (CZE) |
| 22. června 2015 20:30 | Zpráva | A. Dabović 6                                   | Asist.  | Okockytė 9    |  | Audi Aréna, Győr Počet diváků: 250 Rozhodčí: Karen Lasuiková (CAN), Manuel Mazzoni (ITA), Ilona Kučerová (CZE) |

### Čtvrtfinále
| 24. června 2015 18:00 | Zpráva | Turecko                                        | 63 – 75 | Srbsko        |  | Syma Sport and Events Centre Budapešť Počet diváků: 400 Rozhodčí: Andris Aunkrogers (LAT), Maj Forsbergová (DEN), Erez Gurion (ISR) |
| 24. června 2015 18:00 | Zpráva | Skóre po čtvrtinách: 18:18, 9:10, 11:26, 25:21 |         |               |  | Syma Sport and Events Centre Budapešť Počet diváků: 400 Rozhodčí: Andris Aunkrogers (LAT), Maj Forsbergová (DEN), Erez Gurion (ISR) |
| 24. června 2015 18:00 | Zpráva | Sanders 25                                     | Body    | A. Dabović 31 |  | Syma Sport and Events Centre Budapešť Počet diváků: 400 Rozhodčí: Andris Aunkrogers (LAT), Maj Forsbergová (DEN), Erez Gurion (ISR) |
| 24. června 2015 18:00 | Zpráva | Sanders 10                                     | Dosk.   | Petrović 7    |  | Syma Sport and Events Centre Budapešť Počet diváků: 400 Rozhodčí: Andris Aunkrogers (LAT), Maj Forsbergová (DEN), Erez Gurion (ISR) |
| 24. června 2015 18:00 | Zpráva | Alben 6                                        | Asist.  | Milovanović 3 |  | Syma Sport and Events Centre Budapešť Počet diváků: 400 Rozhodčí: Andris Aunkrogers (LAT), Maj Forsbergová (DEN), Erez Gurion (ISR) |

| 24. června 2015 20:30 | Zpráva | Litva                                          | 66 – 68 | Bělorusko      |  | Syma Sport and Events Centre Budapešť Počet diváků: 800 Rozhodčí: Joseph Bissang (FRA), Carlos Peruga (ESP), Janusz Calik (POL) |
| 24. června 2015 20:30 | Zpráva | Skóre po čtvrtinách: 10:16, 9:17, 24:18, 23:17 |         |                |  | Syma Sport and Events Centre Budapešť Počet diváků: 800 Rozhodčí: Joseph Bissang (FRA), Carlos Peruga (ESP), Janusz Calik (POL) |
| 24. června 2015 20:30 | Zpráva | Nacickaitė 21                                  | Body    | Verameyenka 15 |  | Syma Sport and Events Centre Budapešť Počet diváků: 800 Rozhodčí: Joseph Bissang (FRA), Carlos Peruga (ESP), Janusz Calik (POL) |
| 24. června 2015 20:30 | Zpráva | Kuktienė, Linkevičienė 8                       | Dosk.   | Verameyenka 9  |  | Syma Sport and Events Centre Budapešť Počet diváků: 800 Rozhodčí: Joseph Bissang (FRA), Carlos Peruga (ESP), Janusz Calik (POL) |
| 24. června 2015 20:30 | Zpráva | Linkevičienė 4                                 | Asist.  | Harding 6      |  | Syma Sport and Events Centre Budapešť Počet diváků: 800 Rozhodčí: Joseph Bissang (FRA), Carlos Peruga (ESP), Janusz Calik (POL) |

| 25. června 2015 18:00 | Zpráva | Španělsko                                       | 75 – 74 | Černá Hora  |  | Syma Sport and Events Centre Budapešť Počet diváků: 1 000 Rozhodčí: Anne Pantherová (GER), Manuel Mazzoni (ITA), Gellért Kapitány (HUN) |
| 25. června 2015 18:00 | Zpráva | Skóre po čtvrtinách: 16:17, 23:20, 16:15, 20:22 |         |             |  | Syma Sport and Events Centre Budapešť Počet diváků: 1 000 Rozhodčí: Anne Pantherová (GER), Manuel Mazzoni (ITA), Gellért Kapitány (HUN) |
| 25. června 2015 18:00 | Zpráva | Torrensová 28                                   | Body    | Robinson 23 |  | Syma Sport and Events Centre Budapešť Počet diváků: 1 000 Rozhodčí: Anne Pantherová (GER), Manuel Mazzoni (ITA), Gellért Kapitány (HUN) |
| 25. června 2015 18:00 | Zpráva | Nicholls 16                                     | Dosk.   | Robinson 7  |  | Syma Sport and Events Centre Budapešť Počet diváků: 1 000 Rozhodčí: Anne Pantherová (GER), Manuel Mazzoni (ITA), Gellért Kapitány (HUN) |
| 25. června 2015 18:00 | Zpráva | Domínguez 3                                     | Asist.  | Škerović 6  |  | Syma Sport and Events Centre Budapešť Počet diváků: 1 000 Rozhodčí: Anne Pantherová (GER), Manuel Mazzoni (ITA), Gellért Kapitány (HUN) |

| 25. června 2015 20:30 | Zpráva | Francie                                         | 77 – 74 | Rusko               |  | Syma Sport and Events Centre Budapešť Počet diváků: 1 200 Rozhodčí: Jasmina Jurasová (SRB), Karen Lasuiková (CAN), Fabiana Martinescuová (ROU) |
| 25. června 2015 20:30 | Zpráva | Skóre po čtvrtinách: 16:20, 22:15, 19:18, 20:21 |         |                     |  | Syma Sport and Events Centre Budapešť Počet diváků: 1 200 Rozhodčí: Jasmina Jurasová (SRB), Karen Lasuiková (CAN), Fabiana Martinescuová (ROU) |
| 25. června 2015 20:30 | Zpráva | Grudaová 23                                     | Body    | Prince 31           |  | Syma Sport and Events Centre Budapešť Počet diváků: 1 200 Rozhodčí: Jasmina Jurasová (SRB), Karen Lasuiková (CAN), Fabiana Martinescuová (ROU) |
| 25. června 2015 20:30 | Zpráva | Tchatchouang, Yacoubou 7                        | Dosk.   | Osipova 7           |  | Syma Sport and Events Centre Budapešť Počet diváků: 1 200 Rozhodčí: Jasmina Jurasová (SRB), Karen Lasuiková (CAN), Fabiana Martinescuová (ROU) |
| 25. června 2015 20:30 | Zpráva | Dumercová 9                                     | Asist.  | Belyakova, Prince 5 |  | Syma Sport and Events Centre Budapešť Počet diváků: 1 200 Rozhodčí: Jasmina Jurasová (SRB), Karen Lasuiková (CAN), Fabiana Martinescuová (ROU) |

### Semifinále
| 26. června 2015 18:00 | Zpráva | Srbsko                                          | 74 – 72 | Bělorusko    |  | Syma Sport and Events Centre Budapešť Počet diváků: 852 Rozhodčí: Fabiana Martinescuová (ROU), Maj Forsberg (DEN), Manuel Mazzoni (ITA) |
| 26. června 2015 18:00 | Zpráva | Skóre po čtvrtinách: 18:18, 18:20, 23:19, 15:15 |         |              |  | Syma Sport and Events Centre Budapešť Počet diváků: 852 Rozhodčí: Fabiana Martinescuová (ROU), Maj Forsberg (DEN), Manuel Mazzoni (ITA) |
| 26. června 2015 18:00 | Zpráva | A. Dabović 21                                   | Body    | Leuchanka 22 |  | Syma Sport and Events Centre Budapešť Počet diváků: 852 Rozhodčí: Fabiana Martinescuová (ROU), Maj Forsberg (DEN), Manuel Mazzoni (ITA) |
| 26. června 2015 18:00 | Zpráva | Petrović 9                                      | Dosk.   | Leuchanka 11 |  | Syma Sport and Events Centre Budapešť Počet diváků: 852 Rozhodčí: Fabiana Martinescuová (ROU), Maj Forsberg (DEN), Manuel Mazzoni (ITA) |
| 26. června 2015 18:00 | Zpráva | A. Dabović 3                                    | Asist.  | Harding 6    |  | Syma Sport and Events Centre Budapešť Počet diváků: 852 Rozhodčí: Fabiana Martinescuová (ROU), Maj Forsberg (DEN), Manuel Mazzoni (ITA) |

| 26. června 2015 21:30 | Zpráva | Francie                                         | 63 – 58 | Španělsko     |  | Syma Sport and Events Centre Budapešť Počet diváků: 850 Rozhodčí: Fabiana Martinescuová (ROU), Maj Forsbergová (DEN), Manuel Mazzoni (ITA) |
| 26. června 2015 21:30 | Zpráva | Skóre po čtvrtinách: 15:13, 14:18, 22:15, 12:12 |         |               |  | Syma Sport and Events Centre Budapešť Počet diváků: 850 Rozhodčí: Fabiana Martinescuová (ROU), Maj Forsbergová (DEN), Manuel Mazzoni (ITA) |
| 26. června 2015 21:30 | Zpráva | Grudaová 16                                     | Body    | Torrensová 13 |  | Syma Sport and Events Centre Budapešť Počet diváků: 850 Rozhodčí: Fabiana Martinescuová (ROU), Maj Forsbergová (DEN), Manuel Mazzoni (ITA) |
| 26. června 2015 21:30 | Zpráva | Grudaová 12                                     | Dosk.   | Nicholls 5    |  | Syma Sport and Events Centre Budapešť Počet diváků: 850 Rozhodčí: Fabiana Martinescuová (ROU), Maj Forsbergová (DEN), Manuel Mazzoni (ITA) |
| 26. června 2015 21:30 | Zpráva | 3 hráčky 3                                      | Asist.  | Palau 7       |  | Syma Sport and Events Centre Budapešť Počet diváků: 850 Rozhodčí: Fabiana Martinescuová (ROU), Maj Forsbergová (DEN), Manuel Mazzoni (ITA) |

### Finále
| 28. června 2015 19:00 | Zpráva | Srbsko                                          | 76 – 68 | Francie     |  | Syma Sport and Events Centre Budapešť Počet diváků: 5 200 Rozhodčí: Karen Lasuiková (CAN), Anne Pantherová (GER), Maj Forsberg (DEN) |
| 28. června 2015 19:00 | Zpráva | Skóre po čtvrtinách: 15:22, 18:10, 20:17, 23:19 |         |             |  | Syma Sport and Events Centre Budapešť Počet diváků: 5 200 Rozhodčí: Karen Lasuiková (CAN), Anne Pantherová (GER), Maj Forsberg (DEN) |
| 28. června 2015 19:00 | Zpráva | A. Dabović 25                                   | Body    | Grudaová 16 |  | Syma Sport and Events Centre Budapešť Počet diváků: 5 200 Rozhodčí: Karen Lasuiková (CAN), Anne Pantherová (GER), Maj Forsberg (DEN) |
| 28. června 2015 19:00 | Zpráva | Page 8                                          | Dosk.   | Yacoubou 6  |  | Syma Sport and Events Centre Budapešť Počet diváků: 5 200 Rozhodčí: Karen Lasuiková (CAN), Anne Pantherová (GER), Maj Forsberg (DEN) |
| 28. června 2015 19:00 | Zpráva | A. Dabović 3                                    | Asist.  | Dumercová 5 |  | Syma Sport and Events Centre Budapešť Počet diváků: 5 200 Rozhodčí: Karen Lasuiková (CAN), Anne Pantherová (GER), Maj Forsberg (DEN) |

### O 3. místo
| 28. června 2015 16:30 | Zpráva | Bělorusko                                       | 58 – 74 | Španělsko         |  | Syma Sport and Events Centre Budapešť Počet diváků: 3 000 Rozhodčí: Jasmina Jurasová (SRB), Joseph Bissang (FRA), Fabiana Martinescuová (ROU) |
| 28. června 2015 16:30 | Zpráva | Skóre po čtvrtinách: 18:12, 12:22, 14:21, 14:19 |         |                   |  | Syma Sport and Events Centre Budapešť Počet diváků: 3 000 Rozhodčí: Jasmina Jurasová (SRB), Joseph Bissang (FRA), Fabiana Martinescuová (ROU) |
| 28. června 2015 16:30 | Zpráva | Leuchanka, Ziuzkova 13                          | Body    | Torrensová 25     |  | Syma Sport and Events Centre Budapešť Počet diváků: 3 000 Rozhodčí: Jasmina Jurasová (SRB), Joseph Bissang (FRA), Fabiana Martinescuová (ROU) |
| 28. června 2015 16:30 | Zpráva | Leuchanka 14                                    | Dosk.   | Ndour, Nicholls 7 |  | Syma Sport and Events Centre Budapešť Počet diváků: 3 000 Rozhodčí: Jasmina Jurasová (SRB), Joseph Bissang (FRA), Fabiana Martinescuová (ROU) |
| 28. června 2015 16:30 | Zpráva | Harding 6                                       | Asist.  | Torrensová 5      |  | Syma Sport and Events Centre Budapešť Počet diváků: 3 000 Rozhodčí: Jasmina Jurasová (SRB), Joseph Bissang (FRA), Fabiana Martinescuová (ROU) |

### O 5. - 8. místo
| 25. června 2015 15:30 | Zpráva | Turecko                                         | 66 – 57 | Litva          |  | Syma Sport and Events Centre Budapešť Počet diváků: 300 Rozhodčí: Joseph Bissang (FRA), Semen Ovinov (RUS), Ilona Kučerová (CZE) |
| 25. června 2015 15:30 | Zpráva | Skóre po čtvrtinách: 16:16, 14:16, 13:10, 23:15 |         |                |  | Syma Sport and Events Centre Budapešť Počet diváků: 300 Rozhodčí: Joseph Bissang (FRA), Semen Ovinov (RUS), Ilona Kučerová (CZE) |
| 25. června 2015 15:30 | Zpráva | Alben 16                                        | Body    | Petronytė 18   |  | Syma Sport and Events Centre Budapešť Počet diváků: 300 Rozhodčí: Joseph Bissang (FRA), Semen Ovinov (RUS), Ilona Kučerová (CZE) |
| 25. června 2015 15:30 | Zpráva | Sanders 12                                      | Dosk.   | Petronytė 8    |  | Syma Sport and Events Centre Budapešť Počet diváků: 300 Rozhodčí: Joseph Bissang (FRA), Semen Ovinov (RUS), Ilona Kučerová (CZE) |
| 25. června 2015 15:30 | Zpráva | Alben 10                                        | Asist.  | Gutkauskaitė 4 |  | Syma Sport and Events Centre Budapešť Počet diváků: 300 Rozhodčí: Joseph Bissang (FRA), Semen Ovinov (RUS), Ilona Kučerová (CZE) |

| 26. června 2015 15:30 | Zpráva | Rusko                                           | 73 – 65 | Černá Hora  |  | Syma Sport and Events Centre Budapešť Počet diváků: 400 Rozhodčí: Carlos Peruga (ESP), Erez Gurion (ISR), Janusz Calik (POL) |
| 26. června 2015 15:30 | Zpráva | Skóre po čtvrtinách: 26:12, 17:18, 10:17, 20:18 |         |             |  | Syma Sport and Events Centre Budapešť Počet diváků: 400 Rozhodčí: Carlos Peruga (ESP), Erez Gurion (ISR), Janusz Calik (POL) |
| 26. června 2015 15:30 | Zpráva | Vadeeva 16                                      | Body    | Robinson 27 |  | Syma Sport and Events Centre Budapešť Počet diváků: 400 Rozhodčí: Carlos Peruga (ESP), Erez Gurion (ISR), Janusz Calik (POL) |
| 26. června 2015 15:30 | Zpráva | Osipova 7                                       | Dosk.   | Robinson 9  |  | Syma Sport and Events Centre Budapešť Počet diváků: 400 Rozhodčí: Carlos Peruga (ESP), Erez Gurion (ISR), Janusz Calik (POL) |
| 26. června 2015 15:30 | Zpráva | Prince 6                                        | Asist.  | Škerović 7  |  | Syma Sport and Events Centre Budapešť Počet diváků: 400 Rozhodčí: Carlos Peruga (ESP), Erez Gurion (ISR), Janusz Calik (POL) |

### O 5. místo
| 27. června 2015 20:00 | Zpráva | Turecko                                                      | 68 – 66 | Rusko      | prodl. | Syma Sport and Events Centre Budapešť Počet diváků: 800 Rozhodčí: Carlos Peruga (ESP), Janusz Calik (POL), Ognjen Jokič (MNE) |
| 27. června 2015 20:00 | Zpráva | Skóre po čtvrtinách: 15:17, 12:15, 18:15, 14:12, Prodl.: 9:7 |         |            | prodl. | Syma Sport and Events Centre Budapešť Počet diváků: 800 Rozhodčí: Carlos Peruga (ESP), Janusz Calik (POL), Ognjen Jokič (MNE) |
| 27. června 2015 20:00 | Zpráva | Sanders 28                                                   | Body    | Vadeeva 19 | prodl. | Syma Sport and Events Centre Budapešť Počet diváků: 800 Rozhodčí: Carlos Peruga (ESP), Janusz Calik (POL), Ognjen Jokič (MNE) |
| 27. června 2015 20:00 | Zpráva | Sanders 13                                                   | Dosk.   | Vadeeva 10 | prodl. | Syma Sport and Events Centre Budapešť Počet diváků: 800 Rozhodčí: Carlos Peruga (ESP), Janusz Calik (POL), Ognjen Jokič (MNE) |
| 27. června 2015 20:00 | Zpráva | Vardarlı 5                                                   | Asist.  | Prince 8   | prodl. | Syma Sport and Events Centre Budapešť Počet diváků: 800 Rozhodčí: Carlos Peruga (ESP), Janusz Calik (POL), Ognjen Jokič (MNE) |

### O 7. místo
| 27. června 2015 16:00 | Zpráva | Litva                                           | 77 – 89 | Černá Hora    |  | Syma Sport and Events Centre Budapešť Počet diváků: 1 100 Rozhodčí: Ilona Kučerová (CZE), Semen Ovinov (RUS), Andrei Sharapa (BLR) |
| 27. června 2015 16:00 | Zpráva | Skóre po čtvrtinách: 24:26, 12:27, 20:17, 21:19 |         |               |  | Syma Sport and Events Centre Budapešť Počet diváků: 1 100 Rozhodčí: Ilona Kučerová (CZE), Semen Ovinov (RUS), Andrei Sharapa (BLR) |
| 27. června 2015 16:00 | Zpráva | Nacickaitė 28                                   | Body    | Robinson 24   |  | Syma Sport and Events Centre Budapešť Počet diváků: 1 100 Rozhodčí: Ilona Kučerová (CZE), Semen Ovinov (RUS), Andrei Sharapa (BLR) |
| 27. června 2015 16:00 | Zpráva | Grigalauskytė 10                                | Dosk.   | Robinson 11   |  | Syma Sport and Events Centre Budapešť Počet diváků: 1 100 Rozhodčí: Ilona Kučerová (CZE), Semen Ovinov (RUS), Andrei Sharapa (BLR) |
| 27. června 2015 16:00 | Zpráva | Grigalauskytė, Gutkauskaitė 4                   | Asist.  | Perovanović 6 |  | Syma Sport and Events Centre Budapešť Počet diváků: 1 100 Rozhodčí: Ilona Kučerová (CZE), Semen Ovinov (RUS), Andrei Sharapa (BLR) |

## Konečné pořadí
| Pořadí           | Tým            | Z  | V | P | Skóre   | B  |
| ---------------- | -------------- | -- | - | - | ------- | -- |
| Zlatá medaile    | Srbsko         | 10 | 7 | 3 | 747:704 | 17 |
| Stříbrná medaile | Francie        | 10 | 8 | 2 | 698:636 | 18 |
| Bronzová medaile | Španělsko      | 10 | 9 | 1 | 746:629 | 19 |
| 4.               | Bělorusko      | 10 | 5 | 5 | 697:662 | 15 |
| 5.               | Turecko        | 10 | 8 | 2 | 603:558 | 18 |
| 6.               | Rusko          | 10 | 5 | 5 | 712:638 | 15 |
| 7.               | Černá Hora     | 10 | 5 | 5 | 710:697 | 15 |
| 8.               | Litva          | 10 | 5 | 5 | 713:724 | 15 |
| 9.               | Řecko          | 7  | 4 | 3 | 409:424 | 11 |
| 10.              | Slovensko      | 7  | 3 | 4 | 531:529 | 10 |
| 11.              | Česko          | 7  | 3 | 4 | 479:509 | 10 |
| 12.              | Chorvatsko     | 7  | 2 | 5 | 455:567 | 9  |
| 13.              | Lotyšsko       | 4  | 2 | 2 | 258:263 | 6  |
| 14.              | Švédsko        | 4  | 1 | 3 | 269:269 | 5  |
| 15.              | Itálie         | 4  | 1 | 3 | 232:241 | 5  |
| 16.              | Ukrajina       | 4  | 1 | 3 | 283:314 | 5  |
| 17.              | Maďarsko       | 4  | 1 | 3 | 261:287 | 5  |
| 18.              | Polsko         | 4  | 0 | 4 | 208:247 | 4  |
| 19.              | Rumunsko       | 4  | 0 | 4 | 270:315 | 4  |
| 20.              | Velká Británie | 4  | 0 | 4 | 222:290 | 4  |